# Animació

El cercle "botant" consisteix en realitat en 6 fotogrames

(Els sis fotogrames es mostren aquí a deu fotogrames per segon)

Exemple de com amb unes 8 imatges projectades de forma cíclica donen lloc a un dibuix animat senzill.

Animació del moviment d'un cavall realitzat per Muybridge a partir d'una sèrie de fotografies.

L'animació és una simulació de moviment produïda mitjançant imatges que es creen una per una; en projectar-se successivament aquestes imatges (denominades quadres) es produeix una il·lusió de moviment, però el moviment representat no existeix en la realitat. Es basa en la il·lusió del moviment, en què intervenen la persistència de la visió i el fenomen fi.
Així es designen diverses tècniques cinematogràfiques que tenen en comú de basar-se en un univers de proporcions reduïdes i de no reproduir cap element real. En el rodatge hom no usa el moviment, sinó que són emprades tècniques de filmació d'imatge per imatge i mitjançant diversos trucatges és creada la impressió de relleu i moviment. Comprèn el dibuix animat, amb el qual sovint es confon, el de ninots, titelles, collages, objectes en moviment, gravats mòbils, ombres i àdhuc composicions plàstiques abstractes.
L'animació pertany a l'àmbit del cinema i la televisió, encara que, com es pot comprovar, està en relació directa amb les arts visuals clàssiques, dibuix, pintura i escultura, així com la fotografia.
Per realitzar animació existeixen nombroses tècniques que van més enllà dels familiars dibuixos animats. Els quadres que es poden generar dibuixant, pintant, o fotografiant els insignificants canvis fets repetidament a un model de la realitat o a un model tridimensional virtual; també és possible animar objectes de la realitat i actors.
Etimològicament, la paraula "animació", prové de la paraula llatina animātiō "l'acte de portar a la vida"; d'animō ("animar" o "donar vida a") + -ātiō ("acte de"), és a dir, donar vida o ànima a unes imatges originalment estàtiques i immòbils.

## Història de l'animació

Seqüència de cinc imatges d'una cabra trobada a un bol a Xahr-i Sokhta (Iran)

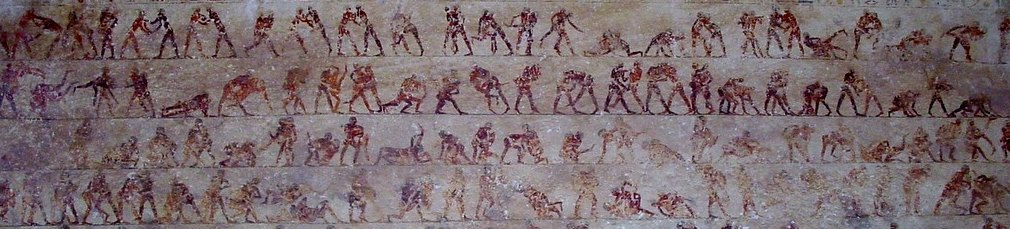
Detall de les escenes de lluita. Beni Hassan (Egipte)

Al jaciment arqueològic de Xahr-i Sokhta, a l'est de l'Iran, s'ha trobat un bol de fang d'uns 5.000 anys d'antiguitat que té cinc imatges consecutives d'una cabra pintada al llarg de la seva superfície. Això ha estat considerat com un exemple d'animació primerenca. Tot i així, com que no existia l'equipament per a mostrar les imatges en moviment, una sèrie d'imatges no pot ser considerada com una obra d'animació en el veritable sentit de la paraula. Existeixen múltiples exemples similars en l'art i l'arquitectura de l'antic Egipte, algunes de les mostres més representatives i ben conservades són les que es troben en les decoracions d'algunes tombes de la Vall dels Reis, a Luxor (antigament Tebes) i en altres necròpolis, com la de Beni Hassan.
També podem considerar com un precedent el teatre d'ombres xineses, que va aparèixer al segle iii aC a la Xina durant la dinastia Han.
A mitjans del segle xvii es va inventar la llanterna màgica, un giny basat en el principi de la càmera fosca capaç de projectar imatges, un precedent dels projectors de cinema. Durant el segle xviii va aparèixer la fantasmagoria, una forma de teatre que utilitzava una evolució de la llanterna màgica, millorada per Étienne Gaspard Robert.
Al llarg del segle xix es van anar inventant tot una sèrie de sistemes d'animació com el fenaquistoscopi, el praxinoscopi, el zoòtrop i els foliscopis. Tot i que a la Xina s'han trobat zoòtrops que es remunten a l'any 180, durant la dinastia Han. Charles-Émile Reynaud també va ser un precursor de l'animació cinematogràfica, degut als dibuixos que projectava amb el praxinoscopi. Aquests dispositius produïen un moviment seqüencial de dibuixos utilitzant mitjans tecnològics, una veritable animació, però realment el sistema no es va desenvolupar fins a l'adveniment de la cinematografia.

### Els inicis de l'animació
Georges Méliès va ser un creador de pel·lícules d'efectes especials, però també un dels primers a utilitzar l'animació amb la seva pròpia tècnica. Va descobrir una tècnica per accident que consistia en atura la càmera mentre canviava alguna cosa a l'escena, i en continuar rodant la pel·lícula un cop feta la modificació. Aquesta idea va ser coneguda més tard com l'animació stop-motion. Méliès va descobrir que aquesta tècnica accidentalment quan la seva càmera es va espatllar durant la filmació d'un autobús que passava. Quan va arreglar la càmera, en reiniciar la filmació un en comptes de l'autobús passava cotxe fúnebre i el resultat final va ser que l'autobús es transformava en un cotxe fúnebre. Méliès va ser només un dels grans contribuïdors a l'animació dels primers anys, però realment hi ha hagut films que utilitzen aspectes i principis de l'animació des dels inicis del cinema.
Hi ha evidències que a la dècada de 1890 els cineastes creaven moviment d'objectes o dibuixos fotografiant-los fotograma a fotograma per a pel·lícules o curtmetratges publicitaris. En aquesta línia, la pel·lícula d'animació més antiga que es conserva i que utilitza la tècnica de l'stop-motion és un curtmetratge publicitari anglès creat per Arthur Melbourne-Cooper el 1899 anomenat Matches: An Appeal. Va ser desenvolupat per a la companyia anglesa Bryant and May dedicada a la fabricació de llumins, es tractava d'una animació de tipus stop-motion a la qual un conjunt de llumins escrivien una crida patriòtica a l'acció sobre una pissarra.
James Stuart Blackton va ser un dels primers nord-americans a utilitzar les tècniques de l'stop-motion i l'animació de dibuixos fets a mà. Introduït en el cinema per Edison, va ser un pioner d'aquestes tècniques a inicis del segle xx amb la seva primera obra que data de l'any 1900. La seva pel·lícula del 1906 titulada Humorous Phases of Funny Faces és sovint considerada com la primera pel·lícula animada de veritat, i el seu autor com el primer animador; per tant, podríem dir que l'animació sense la indústria va començar l'any 1906. El film bàsicament consistia en dibuixos de cares que es desenvolupaven fotograma a fotograma, mentre Blackton hi afegia dibuixos de línies.
També l'any 1906, Pathé va produir el curtmetratge "Le Théâtre de Petit Bob", pel qual el cineasta espanyol Segundo de Chomón pacientment movia objectes entre cada exposició de cada fotograma per fer cobrar vida i moviment aparent a la caixa de joguines d'un nen. Va fer aquest tipus d'animació amb una tècnica que es diu pixil·lació.
Crear imatges animades va comportar molt temps i esforç. En aquest període, normalment les creacions eren d'artistes que treballaven sols o bé amb un assistent. Des de dos punts de vista diferents, l'animació involucrava fer que semblés que els objectes es movien o bé donar vida a dibuixos separats. Els primers dibuixos animats d'una pel·lícula van ser a "The Hounted Hotel" l'any 1907, dirigida per James Stuart Blackton. El film tractava el patró de l'hotel plagat per forces sobrenaturals, representades a la pantalla a través de dobles exposicions, stop-motion i altres trucs. Hi ha una escena destacable on hi ha objectes sobre una taula i un plat es comença a preparar sol gràcies a una animació fotograma a fotograma. Aquest film va ser un dels primers llançaments de la nova oficina de París dels estudis cinematogràfics americans Vitagraph.

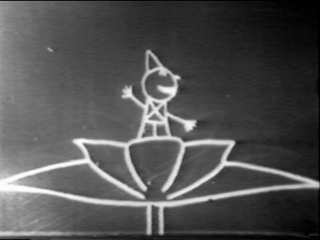
Un fotograma de Fantasmagorie d'Émile Cohl, 1908

L'artista francès Émile Cohl inicialment va treballar per la productora Gaumont de l'any 1908 al 1910 i va ser el primer en dedicar-se a l'animació dibuixada. Els seus primers dibuixos animats van ser els de la pel·lícula que va crear el 1908 anomenada Fantasmagorie. La pel·lícula consisteix en un ninot que es mou i va trobant tot tipus d'objectes que canvien de forma, com una ampolla de vi que es transforma en una flor. També hi havia fragments d'acció real on les mans de l'animador entraven en escena. La pel·lícula va ser creada dibuixant cada fotograma en paper i després es fotografiava cada fotograma en negatiu i això donava a la imatge un aspecte de pissarra. Tot això fa de Fantasmagorie la primera pel·lícula d'animació creada amb la tècnica que més tard seria coneguda com a animació tradicional feta a mà. Molts dels seus films estaven sovint basats en estrambòtiques transformacions de sèries de formes, l'una en l'altre. Com Méliès, Cohl es va retirar de fer films a l'adolescència i va viure una vida pobre fins que va morir l'any 1938.
Després de l'èxit aconseguit per Blackton i Cohl, molts d'altres artistes van començar a experimentar amb l'animació. Un va ser Winsor McCay, un caricaturista de diaris molt notable, eminent artista de còmic i vodevil, que va crear animacions detallades que requerien un equip d'artistes i una acurada atenció dels detalls. Cada fotograma era elaborat en el paper, el que invariablement requeria que el fons i els personatges haguessin de tornar a ser redibuixats per a crear l'animació. El primer film de McCay va ser Little Nemo (1911), amb personatges de la seva tira còmica de diaris Little Nemo in Slumberland. Entre les pel·lícules més conegudes de McCay també hi ha Gertie the Dinosaur (1914) i The Sinking of the Lusitania (1918).

### Primer curt amb technicolor
Tot i ja haver existit pel·lícules en color el 1901-1909, aquestes tenien el problema que només usaven el color verd i vermell, els quals es juntaven additivament. O inclús, es rodaven en blanc i negre i posteriorment s'afegien filtres de colors. Però res a veure amb la tecnologia que sorgirà l'any 1916: el technicolor.
Per curiós que pugui semblar, el primer curt que es va realitzar completament amb la tècnica "technicolor" (procediment tricromàtic (verd, vermell, blau). El seu ús exigia una triple impressió fotogràfica, incorporació de filtres cromàtics i unes càmeres d'enormes dimensions) va ser el curt d'animació Flowers and Trees de Walt Disney i dirigida per Burt Gillett (1932). Tot i així, el primer llargmetratge que es realitzarà amb aquesta tècnica, a part de la pel·lícula La feria de las vanidades (1935), de Rouben Mamoulian, serà "Blancaneus i els set nans", també de Walt Disney.

### L'inici d'una indústria
Els primers animadors, els quals treballaven individualment, poc a poc van anar donant pas a equips de persones que treballaven juntes per fer dibuixos animats. La producció de curtmetratges d'animació, coneguts habitualment com a "dibuixos animats", es va convertir en una indústria durant la dècada del 1910, i els curtmetratges de dibuixos animats van ser produïts per ser exhibits en els cinemes. Durant aquesta dècada va ser just quan es va començar a dividir la feina del treball de realització de les pel·lícules d'acció en viu, coincidint amb el moment que es comencen a estandarditzar els films animats a la indústria nord-americana.
Molts cineastes van veure que els dibuixos animats podien fer-se de manera més ràpida i econòmica si desglossaven el treball. L'animador principal podia dissenyar i supervisar la feina, mentre que els altres treballadors dibuixaven les imatges necessàries pel moviment de la pel·lícula. A més, durant aquesta dècada també va haver algunes innovacions tècniques que van accelerar el procés d'animació: com la impressió mecànica de la configuració del fons o l'ús de cel·les transparents, entre d'altres.

#### John Randolph Bray
Animadors com Emile Cohl o McCay treballaven fent grans nombres de dibuixos, però el l'any 1913 John Randolph Bray va idear un mètode per mecanitzar el procés d'animació: consistia en imprimir el mateix fons a diversos fulls de paper, per després animar les formes sobre aquell fons. Un exemple d'aquesta tècnica el trobem al curtmetratge anomenat "The Artist's Dream" (1913, John Bray), on el gos és animat sobre el fons ja imprès. El desembre de 1914 Bray va començar el seu propi estudi d'animació, contractant a un home que es deia Earl Hurd. Aquell mateix mes Hurd va tenir la idea de dibuixar el moviment de les figures sobre fulles de cel·luloide transparent (els fulls individuals es diuen cel·les, donant lloc al terme "cel animation"). Aquesta tècnica va suposar que cada moviment podia ser dibuixat poc a poc en cel·les separades, mentre el fons es mantenia constant. Per tant, podem dir que el productor més reeixit dels inicis de l'animació va ser John Randolph Bray, que, conjuntament amb l'animador Earl Hurd van patentar la tècnica que va dominar la indústria de l'animació durant la resta de la dècada. Un exemple d'aquesta tècnica es troba a Booby Bumps, uns dibuixos animats molt populars a l'època, les figures dels quals eren dibuixades en fulls de cel·luloide transparent col·locats sobre una sola pintura de l'escenari.

#### Raoul Barré
Durant el mateix període, paral·lelament el quebequès Raoul Barré va inventar a Nova York, que va esdevenir el centre de la producció de dibuixos animats, un sistema anomenat "slash system". Consistia en dibuixar la figura en paper, i el tros de cos que es movia era tallat i redibuixat a la fulla de paper de sota el que quedava de la figura. Per mantenir les formes quietes a la pantalla quan el que es movia era redibuixat, els fulls de paper s'aguantaven amb un parell de claus a la part superior del dibuix. Aquest sistema de claus per enregistrar ha sigut fonamental en l'animació des d'aleshores, perquè permet que les cel·les dibuixades per diversos animadors encaixin sense problemes. Durant el 1915, Barré va fer servir aquest sistema per crear unes breus sèries de "Animated Grouch Chasers" ("caçadors de rondinaires animats") per a la companyia Edison. Eren curts d'acció en viu amb seqüències animades incrustades. per a immobilitzar els fulls transparents durant les sessions de fotografia.
Otto Messmer va crear Fèlix el gat el 1914, un personatge que va arribar a ser famós arreu del món.

### Després de la Primera Guerra Mundial
Les tècniques bàsiques d'animació de pel·lícules es van inventar, com ja s'ha mencionat, durant la dècada de 1910, i durant el període posterior a la Primera Guerra Mundial l'animació va viure un boom.
Van aparèixer nous estudis d'animació independents, creant una divisió del treball, la qual cosa va fer el procés d'animació més eficient. En general, els animadors principals dissenyaven les postures bàsiques per cada escena, i eren altres qui omplien els moviments amb dibuixos addicionals, traçaven els dibuixos a les cel·les, omplien amb pintura i, per acabar, un director de fotografia s'encarregava de fotografiar els resultats fotograma a fotograma. Els resultats són sèries de dibuixos animats estrenats mensualment o cada dues setmanes. Una nova generació d'animadors van difondre el sistema slash system, amb tota la informació tècnica necessària per dur-lo a terme.
També va esdevenir recurrent que les companyies d'animació produïssin sèries amb els mateixos personatges o temes, donant-los continuïtat. Aquestes pel·lícules, s'estrenaven a través d'un distribuïdor independent, però aquest distribuïdor tenia la possibilitat de signar un contracte amb alguna de les grans firmes, per així posar els dibuixos animats al seu propi programa. La distribuïdora independent més exitosa de l'època va ser Margaret J.Winkler Mintz. A principis de la dècada de 1920, ja estava finançant i llançant les tres sèries més populars de la dècada: les pel·lícules dels germans Fleischer "Out of the Inkwell", els dibuixos animats basats en els còmics "Mutt and Jeff", de Bud Fisher, i alguns dels primers treballs de Walt Disney.

#### Germans Fleischer
La Fleischer Studios, la productora dels germans Dave i Max Fleischer va ser la més important durant les dècades del 1920 i Dècada del 1930 amb personatges com Betty Boop, Koko el pallasso o Popeye. També van experimentar amb una tècnica que van inventar per gravar a mitjans de la dècada de 1910, anomenada rotoscòpia. Aquesta tècnica permetia al cineasta fer pel·lícules d'acció en viu, projectar-los en una fulla de paper i traçar els contorns fotograma a fotograma. La idea original dels germans era que el dispositiu s'utilitzés per a fins militars, i tot i que el rotoscopi va ser patentat el 1915, la Primera Guerra Mundial ho va endarrerir tot. Després de la guerra, els germans Max i Dave van tornar a treballar, aquesta vegada traçant les imatges d'acció en viu com figures de dibuixos animats.
En altres llocs alguns invents duen a crear animacions amb les quals els nens poguessin interaccionar, es tracta, per exemple del Foliscopi, la Llanterna màgica i el Cine NIC, tres invents que funcionen a casa i que entretenen als nens i a tota la família.
Com hem vist, durant la dècada de 1910 l'animació era feta per firmes independents que venien els drets dels curts a les distribuïdores. En canvi, durant la dècada de 1920, en part gràcies als dispositius d'estalvi de mà d'obra desenvolupats durant la dècada anterior, els curts animats es van tornar més populars, un element regular de programes de cinema.

### L'època daurada de les grans productores

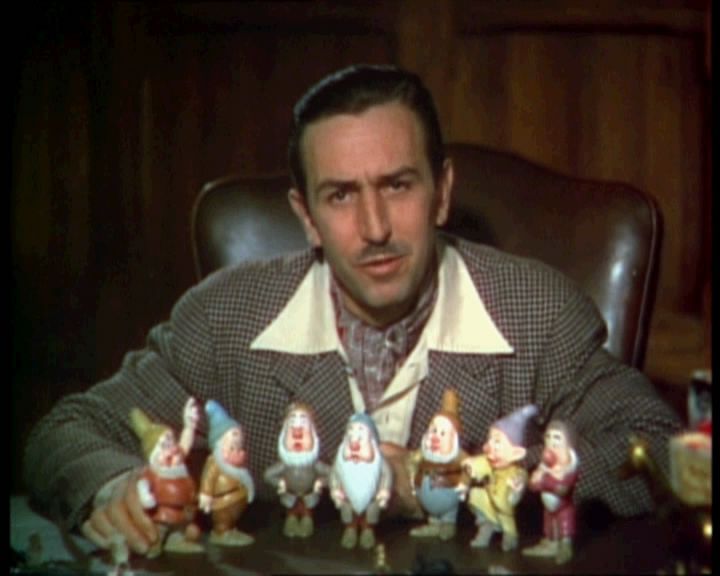
Walt Disney i els 7 nans de la Blancaneus.

Logotip de la Hanna-Barbera.

Durant la dècada del 1940 el centre de la producció de dibuixos animats es trasllada a Hollywood, la producció de l'animació inicia la seva industrialització i adopta formes del cinema abandonant el model de la tira còmica que havia predominat en el passat. Durant bona part dels anys 30 i 40 Walt Disney va desenvolupar les seves creacions més conegudes, personatges com Mickey Mouse, Pluto, Goofy o l'Ànec Donald, protagonistes de múltiples curtmetratges, i llargmetratges com La Blancaneu i els set nans (1937), Pinotxo (1940), Fantasia (1940), Dumbo (1941) o Bambi (1942).
Altres creadors clau de l'època són Walter Lantz amb un personatge com Woody Woodpecker (1940) o William Hanna i Joseph Barbera creadors de Tom i Jerry (1940).
Després de la Segona Guerra Mundial la Walt Disney Pictures va produir pel·lícules com Make Mine Music (1946), Melody Time (1948), The Adventures of Ichabod and Mr. Toad, La Ventafocs (1950), Alícia al país de les meravelles (1951) o Peter Pan (1953).
Durant aquesta època la Warner Bros havia anat guanyant el favor del públic gràcies especialment a Bugs Bunny (1938), però també a tot un seguit de personatges com Porky Pig (1935), l'Ànec Daffy (1937), Tweety Bird (1942), El gat Silvestre (1945), Foghorn Leghorn (1946), Marvin el Marcià (1948), Wile E. Coyote i el Correcamins (1949) o Speedy Gonzales (1953). Tots ells creats per grans animadors com Chuck Jones, Friz Freleng, Robert McKimson, Tex Avery, Robert Clampett o Frank Tashlin. Sèries com Looney Tunes (1930-1969) o Merrie Melodies (1931–1970) basades en els personatges de la productora que van ser molt populars als cinemes i més tard també ho serien a la televisió.
La Metro-Goldwyn-Mayer va ser una altra gran productora de pel·lícules d'animació, els seus personatges de més èxit foren Tom i Jerry, set dels curtmetratges protagonitzats per la parella animada van ser premiats amb una Oscar: The Yankee Doodle Mouse (1943), Mouse Trouble (1944), Quiet Please! (1945), The Cat Concerto (1946), The Little Orphan (1948), The Two Mouseketeers (1951), i Johann Mouse (1952). Menció especial mereix el treball de Tex Avery per la Metro-Goldwyn-Mayer, amb comèdies com Red Hot Riding Hood (1943), Jerky Turkey (1945), Northwest Hounded Police (1946), King-Size Canary (1947), Little Rural Riding Hood (1949) o Bad Luck Blackie (1949).

### L'era de la televisió
Després de la Segona Guerra Mundial la importància de la televisió als Estats Units va anar creixent i velles creacions com els personatges de Terrytoons (Mighty Mouse o Heckle & Jeckle per exemple) van revifar als programes infantils. A partir del 1954 Walt Disney va capitalitzar la televisió amb el programa setmanal Disneyland (1954–1958) a la American Broadcasting Company, tanmateix es va dedicar a explotar els antics personatges de la productora com a mitjà de màrqueting per als seus parcs i de només va crear el personatge de Ludwig Von Drake (1961).
La Disney també va produir llargmetratges d'animació com 101 dàlmates (1961), The Sword in the Stone (1963) o El llibre de la selva (1967). També Mary Poppins (1964), on es barreja l'animació amb personatges reals.
Després de la mort de Walt Disney el 1966 els estudis van produir pel·lícules com Winnie the Pooh and the Blustery Day (1968), Els Aristogats (1970), Robin Hood (1973), Winnie the Pooh and Tigger Too (1974) o Els rescatadors (1977) entre d'altres.
La necessitat limitar les despeses de producció escurçant el temps necessari per a crear una animació van portar a crear la tècnica de l'animació limitada que consisteix a simplificar els moviments dels personatges duplicant les cel·les o fotogrames. A una pel·lícula de cinema hi ha 24 fotogrames per segon mentre que a una animació poden ser 12, 8 o fins i tot 6. Aquesta tècnica va ser utilitzada a sèries com The Rocky and Bullwinkle Show (1961) o George of the Jungle (1967). Aquesta tècnica seria utilitzada a bastament a l'animació japonesa.
Quan la Warner Bros va tancar el seu estudi d'animació el 1963 Friz Freleng i David H. DePatie van crear DePatie-Freleng Enterprises que va produir sèries com The Pink Panther (1964-1980), The Inspector (1965-1969), The Ant and the Aardvark] (1969-1971) o Tijuana Toads (1969-1972).
Quan la MGM va tancar els estudis de dibuixos animats el 1957, la productora Hanna-Barbera es va dedicar a produir animacions per a la televisió. La seva primera producció per a la NBC va ser The Ruff & Reddy Show (1957-1960) per a la NBC. El 1958 iniciaria la sèrie The Huckleberry Hound Show amb personatges com Huckleberry Hound, Yogi, Boo-Boo o Pixie i Dixie i Mr. Jinks. El seu gran èxit arribaria el 1960 amb la primera comèdia de situació animada, Els Picapedra. A aquesta sèrie van seguir d'altres també pensades per a l'horari de màxima audiència com Top Cat (1961), The Jetsons (1962) o Jonny Quest (1964). D'altres gran èxit de Hanna-Barbera a la televisió van ser Scooby-Doo, una sèrie iniciada el 1969 amb Scooby-Doo, Where Are You! i Els barrufets (1981).

### L'era de la World Wide Web
Després d'un conflicte amb el canal de televisió Nickelodeon, Kricfalusi fou expulsat de l'empresa i de la sèrie Ren and Stimpy a la dècada del 1990. Kricfalusi es refugià a la World Wide Web per a difondre les seues creacions artístiques. De tal manera que publicà a la web la primera animació penjada al web el 15 d'octubre de 1997.

### L'animació japonesa

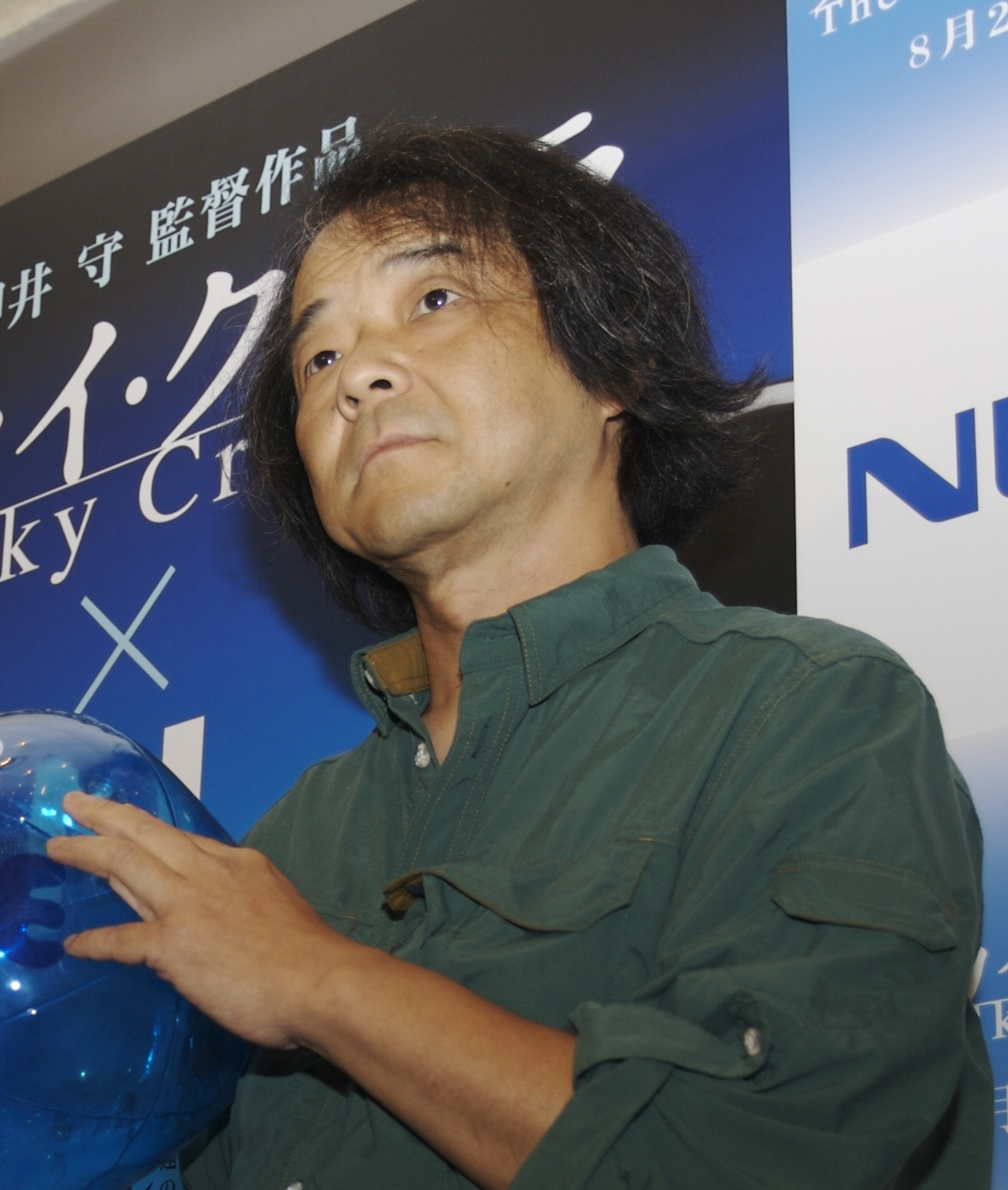
Mamoru Oshii.

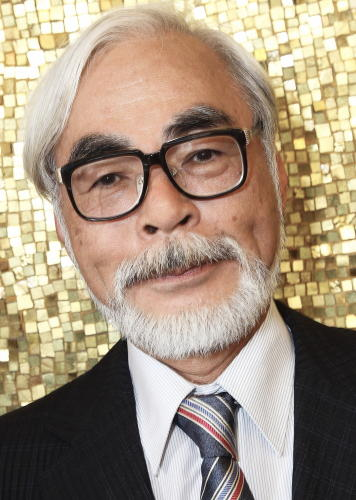
Hayao Miyazaki.

L'animació japonesa coneguda com a anime presenta unes característiques pròpies i, en el cas d'algunes sèries de televisió, és considerada com una forma d'animació limitada. El moviment dels personatges acostuma a ser intermitent i amb llargues estones de desplaçament de la càmera i/o dels fons sense moviment dels personatges, com una manera d'abaratir la producció i crear certs efectismes. Tot i que al Japó l'animació es remunta a inicis del segle xx és a partir de la dècada del 1970 quan gràcies a la popularització dels còmics japonesos o manga que l'animació s'expandeix amb grans creadors com Osamu Tezuka o Yoshiyuki Tomino i és a partir de la dècada del 1980 quan guanya acceptació al Japó i es produeix un boom de producció al mateix temps que comença a ser reconegut a la resta del món, on la seva presència s'incrementarà durant la dècada següent i principis del segle xxi. És en aquesta època quan s'inicia la creació de pel·lícules d'animació de gran pressupost, amb una qualitat extraordinària i de gran dificultat tècnica, en les quals arriben a participar pràcticament tots els grans estudis d'animació del Japó, és el cas d'Akira (1988) de Katsuhiro Otomo, filmada en 70 mm, i de Ghost in the Shell (1995) de Mamoru Oshii, pel·lícules que inspiraran d'altres de nord-americanes com Matrix.
Entre les grans productores japoneses hi ha:
- Toei Animation, fundada el 1957, que ha creat un gran nombre de sèries de TV i pel·lícules, algunes populars arreu del món, com per exemple Mazinger Z (1972), Calimero (1974), Candy Candy (1976), Dr. Slump (1981), Bola de Drac (1986), Saint Seiya (1986), Sailor Moon (1992) o Digimon (1999) entre moltíssimes d'altres.
- Studio Ghibli, fundat el 1985 per Hayao Miyazaki i Isao Takahata, en destaquen les seves pel·lícules, com per exemple La Tomba de les Lluernes (1988), El meu veí Totoro (1988), Porco Rosso (1992), La Princesa Mononoke (1997) o El viatge de Chihiro (2001).
- Mushi Production, iniciada per Osamu Tezuka quan va deixar de treballar per a la Toei Animation el 1961, entre les seves produccions hi ha Astroboy (1963), Kimba, el lleó blanc (1965), Dororo (1969) o els sis primers episodis de Vickie, el víking (1974).
- Nippon Animation, fundada el 1962, i especialment dedicada a l'adaptació d'obres literàries. Entre les seves produccions podem citar Heidi (1974), L'abella Maia (1975), D'Artacan i els tres gossos mosqueters (1981) o La volta al món de Willy Fog (1983).

### Segle XXI
A mitjans de la dècada del 2010 productors d'animació espanyoles com Errol Films, Vodka, Imira Entertainment i Ink Apache aconseguiren vendre els seus productes a l'estranger en un context de crisi al sector a l'Estat Espanyol des del 2010. El 2016 el cinema d'animació espanyol aconseguí èxits.

## Tècniques

### Animació tradicional

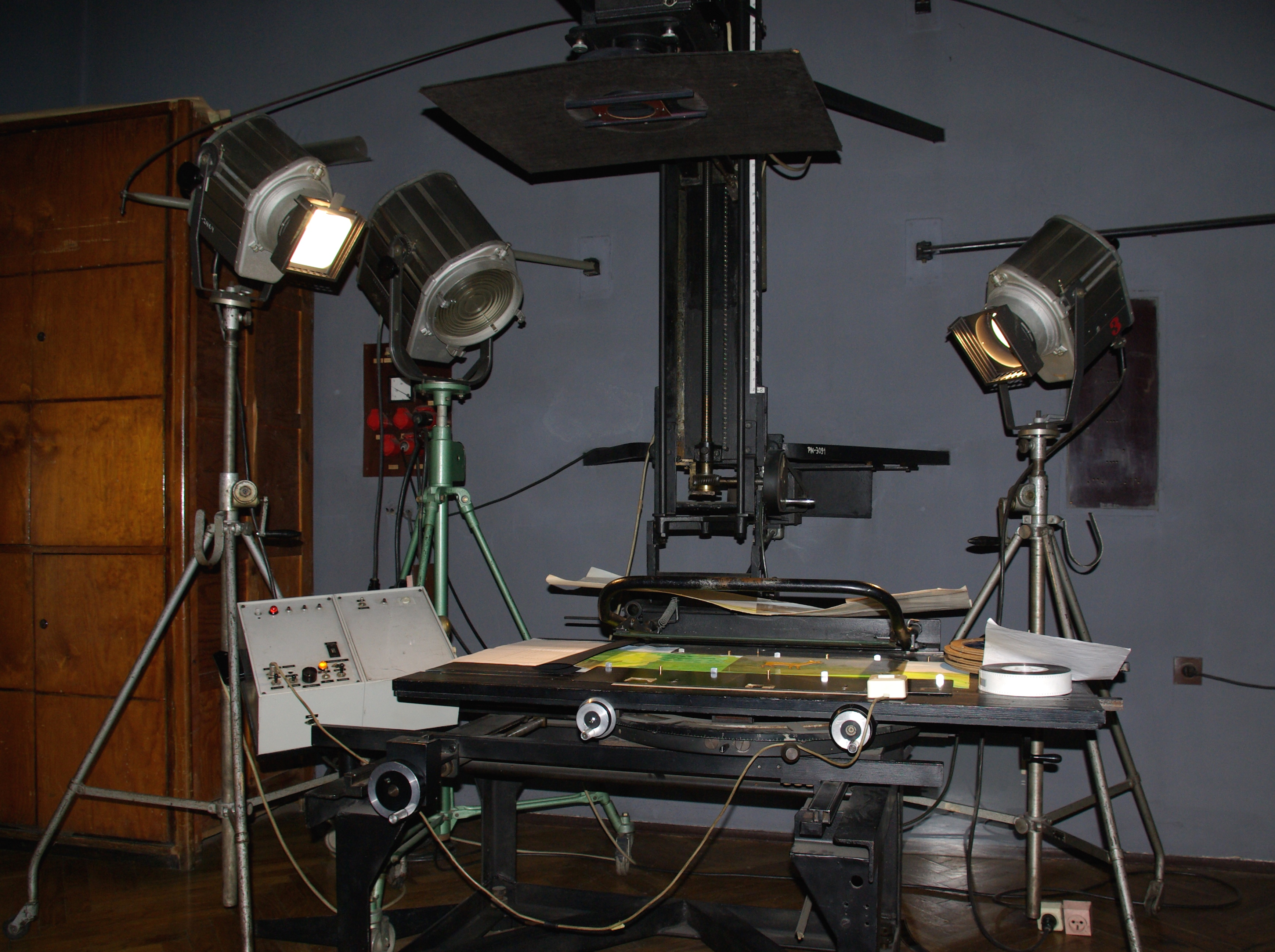
"Truca", càmera i suport especials per a filmar animació.

L'animació tradicional va ser el procés que es va utilitzar per a la majoria de les pel·lícules de dibuixos animats del segle xx. Els fotogrames individuals d'una pel·lícula d'animació tradicional són les fotografies de dibuixos que són creats sobre paper. Per a crear la il·lusió de moviment cada dibuix difereix de l'anterior, mantenint els trets característics del personatge, objecte o fons que s'està animant. En el procés intervenen habitualment diversos especialistes en un procés similar al de la creació d'una pel·lícula d'imatge real. Els dibuixos es tracen o fotocopien en fulls de poliacetat de vinil transparent o d'acetat orgànic transparent, i s'acoloreixen amb pintures per la banda oposada on s'han traçat els dibuixos. Els acetats completats són fotografiats un per un per un operador en una truca (una càmera fixa muntada sobre un peu especial amb l'objectiu mirant avall, amb una taula de fusta o materials similars i vidre, i uns llums de suport a sota del vidre i a sobre, que captura les imatges fotograma a fotograma, com si fos una càmera de fotos, i les grava sobre una pel·lícula, en vídeo o en algun format informàtic compatible) sobre un fons, habitualment dibuixat i pintat a mà.
El procés tradicional d'animació basat en fulls d'acetat va esdevenir obsolet a principis del segle xxi. Avui dia, els dibuixos i els fons que fan els professionals són escanejats o dibuixats directament en un sistema informàtic. S'utilitzen diferents programaris per acolorir els dibuixos i simular el moviment de la càmera i d'altres efectes. La peça d'animació resultant es genera sobre un o diversos suports, tant la pel·lícula tradicional de 35 mm com noves tecnologies com el vídeo digital o directament en algun format que es pugui penjar i visualitzar per Internet. Tanmateix l'aparença de l'animació tradicional en acetat encara es conserva, i la feina de l'animador s'ha mantingut essencialment igual durant els darrers 70 anys. Alguns productors d'animació han utilitzat el terme tradigital per a descriure l'animació tradicional que es fa amb l'ús extensiu de la tecnologia informàtica.
Com a exemples de pel·lícules animades tradicionalment es poden citar totes les d'animació de la Disney fins a Fantasia 2000 (2000) i algunes de posteriors, l'última de les quals és Tiana i el Gripau - Princess and the frog, títol original en anglès - (2009), així com  Pinotxo (Estats Units, 1940), Animal Farm (Regne Unit, 1954), o Akira (Japó, 1988). Entre les pel·lícules d'animació tradicional produïdes amb l'ajuda de la tecnologia informàtica hi ha The Lion King (EUA, 1994), El viatge de Chihiro (Japó, 2001) o Les Triplettes de Belleville (França, 2003). Els primers metratges que van emprar aquesta tècnica, es filmaven en blanc i negre, ja que, per al muntatge final i la seva distribució, s'utilitzaven els mateixos mitjans que el cinema d'imatge real.
Des de fa un cert temps a les produccions d'animació tradicionals també se les anomena produccions d'animació 2D (de dues dimensions), per a distingir-les de les animacions en 3D (infografia).

#### Rotoscopi

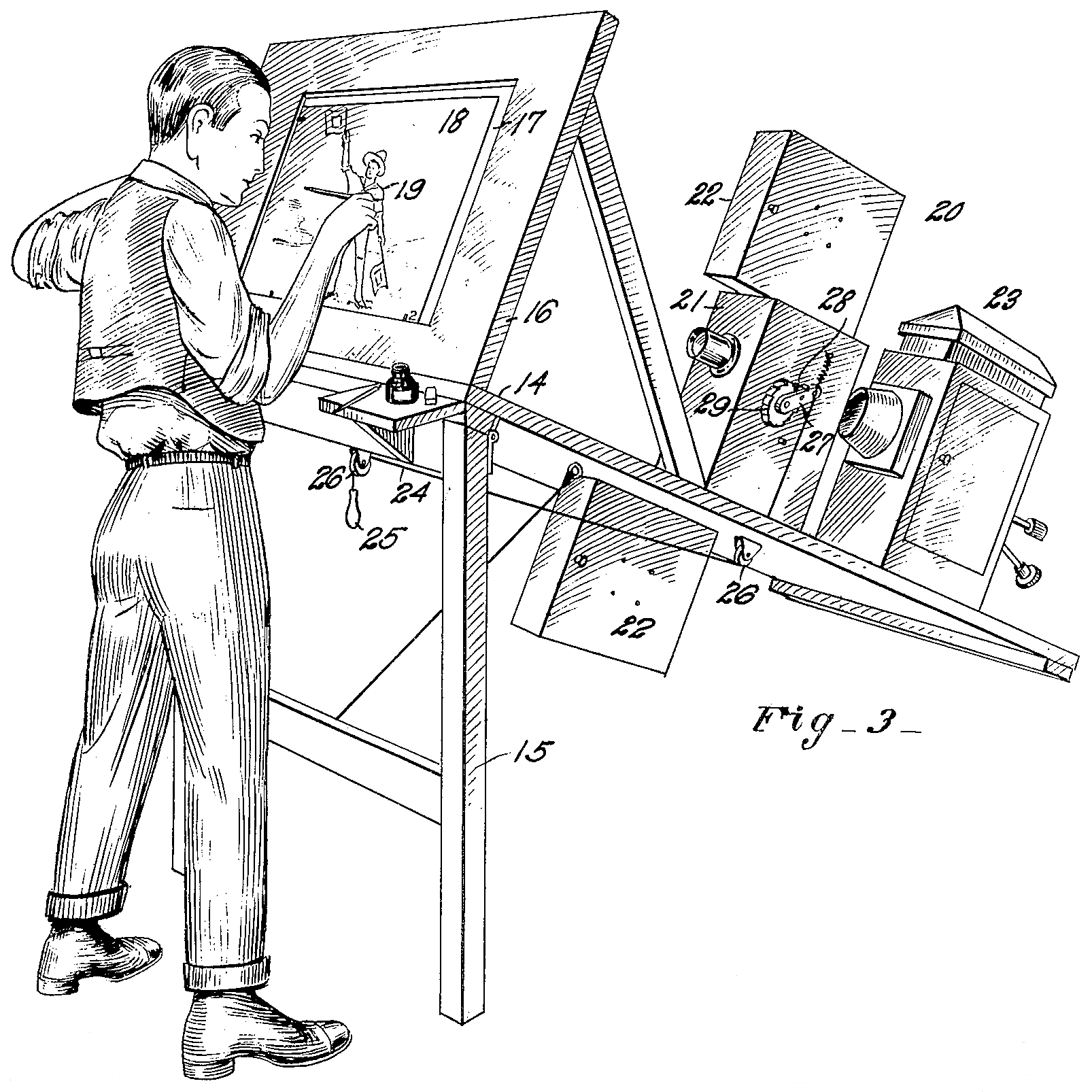
Sistema de rotoscopi patentat per Max Fleisher.

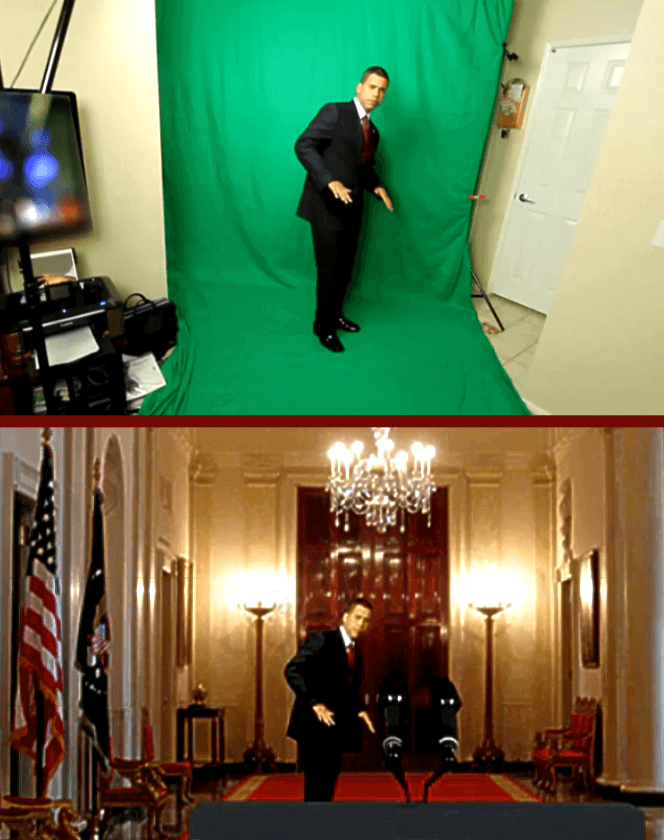
Croma: la imatge superior és de la filmació real i la inferior és l'actor rotoscopiat i situat en una sala de la Casa Blanca.

A partir dels experiments fotogràfics de l'anglès Muybridge, on estudiava el moviment dels animals (especialment els quadrúpeds) i de les persones, i de les seves publicacions, una obra de referència encara avui dia, Max Fleischer, el creador de Betty Boop, va patentar el 1917 aquesta tècnica d'animació. Dins del món de l'animació, l'ús del rotoscopi consisteix bàsicament a filmar escenaris, objectes i persones reals actuant segons les necessitats del guió, del realitzador i del director d'animació, revelar aquestes imatges i fer-les servir de base per a l'animació. El pas d'imatge real a animació dibuixada és el que s'anomena pròpiament rotoscopi i consisteix a copiar dibuixant, per transparència, els moviments dels personatges reals (i/o objectes i fons), fotograma a fotograma i adaptar aquests primers dibuixos als personatges (i/o objectes i fons) dibuixats.
El rotoscopi es fa servir tant de tècnica principal com a tècnica de suport en determinats plans o com a suport quan existeix interacció amb imatge real. Com a tècnica principal s'ha fet servir, per exemple, en la pel·lícula del 1978 del Senyor dels Anells. Com a tècnica de suport s'ha fet servir freqüentment en moltes de les pel·lícules clàssiques de la Disney, com La Bella Dorment, que es va filmar sencera en imatge real, com a referència, abans d'animar-la. En el cas de la interacció amb imatge real, el rotoscopi és essencial per a combinar els elements reals amb els animats, ja que d'altra banda seria quasi impossible que interaccionessin i "encaixessin" uns amb els altres. Una de les pel·lícules més representatives d'aquest ús del rotoscopi és la pel·lícula del 1988 Roger Rabbit, de Richard Williams.
El rotoscopi ha evolucionat molt, ja que al principi s'havia de treballar directament sobre el material filmat, durant els anys vuitanta es van començar a imprimir les imatges filmades, fotograma a fotograma, primer en blanc i negre i després en color (com en el cas de Roger Rabbit), i actualment s'acostuma a realitzar directament dins d'un ordinador, mitjançant programari i maquinari específics. Avui dia s'empra àmpliament per a generar tot tipus d'efectes visuals en produccions d'imatge real, en aquest cas la tècnica s'aplica a personatges (actors) i/o objectes de l'escenari per a separar-los de la filmació original i modificar-los de diverses maneres. En aquestes produccions, el rotoscopi, tot i ser digital, pot ser generat manualment (l'operador "dibuixa" el contorn del personatge o objecte en qüestió), amb l'ajuda de les eines del programari de postproducció o de retoc/composició digital (per exemple, en Photoshop o Gimp si es tracta de fotografies, o Nuke o After Effects si es tracta de seqüències d'imatges -vídeo i cinema-), o pot ser automàtic (generat pel programari a partir d'uns paràmetres definits per l'operador que el fa funcionar). Les formes més conegudes de rotoscopi digital "manual" són les màscares i les seleccions, mentre que en el cas del rotoscopi "automàtic" ens trobem amb els cromes, que es fan servir fins i tot en emissions de televisió en directe (els mapes del temps dels telenotícies, per exemple).
Una de les pel·lícules més conegudes per les innovacions en l'aplicació del rotoscopi per a generar efectes i composicions impossibles és la de Forrest Gump (1994).

#### Multiplà

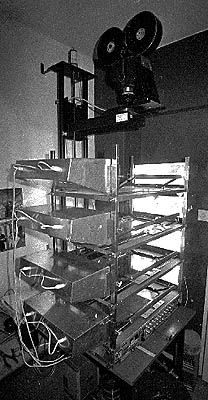
Truca especial per a filmar multiplans

El multiplà, tot i que no és una tècnica d'animació tradicional com les esmentades fins ara, sí que és, possiblement, un dels nexes d'unió entre l'animació tradicional i la infogràfica. Consisteix en una truca amb una estructura construïda amb zones transparents (creades mitjançant uns prestatges de vidre o un material similar, com el metacrilat, i la mateixa transparència dels acetats o dels fons retallats) i una càmera de rodatge, que permet la filmació dels diferents nivells (cada dibuix de cada "prestatge" equival a un nivell), aproximant-se a la càmera o allunyant-se'n a velocitats diferents i amb distàncies diferents. Un cop filmat, el conjunt resultant fa un efecte de moviment tridimensional (no estereoscòpic) de la càmera (efecte de paral·laxi).
A partir del 1926 es van realitzar diversos intents de crear una truca que permetés fer multiplans, però la més coneguda i sofisticada en la seva època va ser la truca multiplà de 7 nivells que va inventar William Garity per a la Disney el 1937, usada àmpliament per la productora d'animació en els seus llargmetratges posteriors i fins a la pel·lícula del 1989 La Sireneta. Avui els multiplans es generen per ordinador, amb programari específic, i les transparències mitjançant màscares o canals alpha.

#### Mescla d'animació i d'imatge real
La mescla de les dues tècniques de filmació s'ha emprat amb diferents finalitats, sobretot en cinema i en publicitat. Els dos vessants més habituals han estat, per una banda per a combinar personatges d'imatge real amb personatges animats inexistent i per l'altra per a generar efectes especials, sobretot efectes visuals, quan els efectes generats per ordinador no existien o eren massa rudimentaris, lents i cars per a fer-ne ús.

#### Mescla de tècniques d'animació
Igual que es mescla animació amb imatge real, també es poden mesclar diverses tècniques d'animació per a aconseguir determinats efectes visuals o per a simplificar processos d'animació complexos. Es poden mesclar entre si les diferents tècniques de stop-motion o animació pas a pas (plastilina amb objectes reals, per exemple), animació tradicional amb animació infogràfica, o animació tradicional amb animació pas a pas, i tot plegat també es pot acabar mesclant amb imatge real. En el cas d'animació tradicional amb animació infogràfica uns dels primers exemples són Taron i el calder màgic (1985) o La bella i la bèstia (1991) de la Disney, on part dels escenaris van ser creats de manera infogràfica.

#### Matte painting
El matte painting és una tècnica emprada en la filmació d'imatge real que aprofita tècniques de teatre i d'animació per a aconseguir abaratir costos de producció, per a simplificar filmacions amb grans dificultats tècniques i fins i tot impossibles de realitzar. Es tracta de crear un fons (o part d'aquest) pintat per un o més especialistes i en incorporar-lo a la filmació real, en una composició que, si està ben feta, no permet apreciar la diferència entre realitat (actors, etc.) i ficció (el fons dibuixat). Originalment (a partir del 1907) es feien servir decorats del tipus de decorats que es fan servir en teatre per a crear aquest efecte, però a mitjans dels anys 80, amb la sofisticació dels rodatges, les tècniques de postproducció, i els nous programes i ordinadors especialitzats es van començar a crear aquests fons amb les tècniques que es fan servir per als fons d'animació. Es van estar pintant manualment, sovint amb acrílics, sobre paper especial de dibuix i pintura, fins al 1995, època en què es van començar a fer de forma digital, per la versatilitat del sistema, ambdues tècniques de creació van estar convivint fins a finals dels anys noranta i, a partir del 2000, la majoria de matte paintings ja es feien de forma digital. Algun dels matte-paintings més coneguts són l'immens magatzem que apareix al final d'Indiana Jones i l'arca perduda, on tot el fons és pintat i només el treballador que arrossega el carro amb l'arca és real, l'aeroport i tots els avions de l'escena final de Die Hard 2, o el vaixell de rescat Carpathia de la pel·lícula de James Cameron, Titanic.

#### Els dotze principis de l'animació
El 1981 es va publicar el llibre The Illusion of Life: Disney Animation, d'Ollie Johnston i de Frank Thomas, al llibre s'exposaven els dotze principis bàsics de l'animació recopilats, com si es tractés d'una bíblia, des dels anys 30 (del segle XX):

Goma dinàmica. La pilota de l'esquerra no es deforma i la de la dreta sí, la de la dreta, en moviment, adquireix realisme i la de l'esquerra sembla feta de metall sòlid (o un material rígid similar) i inanimat.

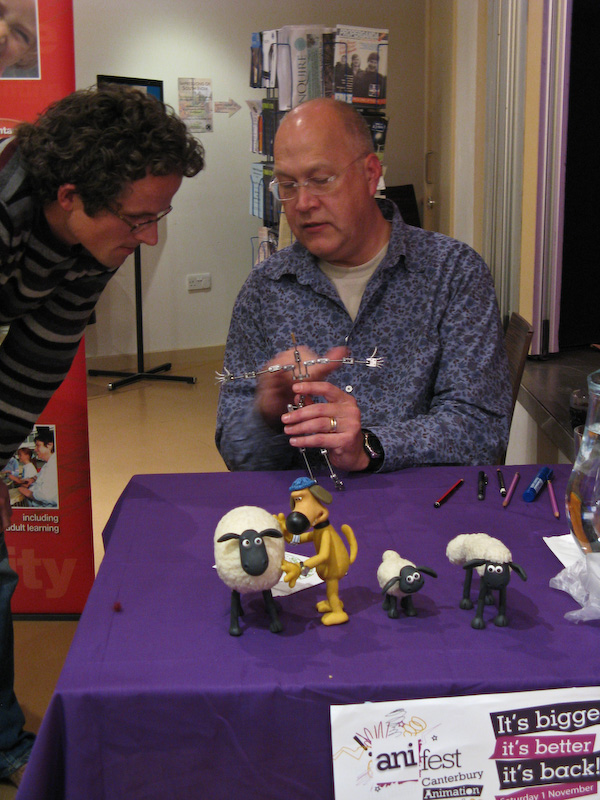
Richard Goleszowski mostrant un esquelet sobre el qual es modela la plastilina o els ninots de l'animació pas a pas.

1. Squash & stretch o goma dinàmica: és la tècnica de deformar objectes (i personatges) en determinats dibuixos de l'animació per a donar-los un efecte de realisme, es basa a estirar i encongir els objectes de manera que sembli que les lleis de la física se li apliquen i l'afecten, reforçant la sensació de pes i flexibilitat de l'objecte (com en el cas d'una pilota o els muscles facials), i també complementa i ajuda a apreciar els moviments. Un ús exagerat d'aquesta tècnica pot resultar en un efecte còmic. Tècnicament és important de remarcar que el volum d'un objecte no varia quan es deforma, en conseqüència, si s'estreny l'objecte, la llargada i la profunditat han d'augmentar proporcionalment per a mantenir-lo.
2. Anticipació o antelació: l'antelació és la preparació d'un moviment reforçada per un moviment contrari al moviment principal, aquesta tècnica dona realisme a l'acció i avisa a l'espectador del moviment que està a punt de veure. Per exemple, quan un ballarí està a punt de fer un salt endavant en el qual estirarà molt les cames, el moviment d'antelació correspondria al moment previ en què ha doblegat els genolls i s'ha ajupit lleugerament per a aconseguir la força i la impulsió necessàries per a dur a terme aquest salt. Aquesta tècnica també es pot fer servir de manera efectista, en accions menys físiques, per a centrar l'atenció de l'espectador en un determinat objecte o per a preveure un succés, per exemple, veiem un home que mira per la finestra esperant, és molt probable que tot seguit algú truqui a la porta. Les antelacions es poden suprimir expressament en determinats moments per a sorprendre l'espectador.
3. Escenificació: igual que en teatre i cinema, el plantejament de l'escenificació és essencial per a mantenir a l'espectador centrat en l'acció principal. les mateixes tècniques que s'empren en teatre i en cinema serveixen i són aplicables en animació: un personatge situat al centre de la imatge, un joc de llums i ombres, un moviment de càmera, tot això i tècniques similars ajuden a crear una bona escenificació de l'acció.
4. Animació seguida i animació intercalada ("posició a posició"): són dues maneres d'afrontar el procés d'animació, en el primer cas s'animen tots els dibuixos seguits i en el segon es dibuixen els fotogrames clau o "fites" i després es dibuixen les posicions intermèdies o "intercalats". El primer cas genera animacions fluides i és millor si es volen crear moviments realistes, els inconvenients és que d'aquesta manera es perden fàcilment les proporcions dels personatges i les posicions dels personatges poden arribar a semblar artificials. En el segon cas, l'animació és més continguda però el model es manté més fidel a l'original i és més fàcil de controlar tot el pla o seqüència.
5. Continuació del moviment i moviments superposats: basats en els estudis de Muybridge i d'altres, i en les lleis físiques i la biologia humana, la continuació del moviment parla de què, quan un cos (un personatge) s'atura, no s'atura en sec, sinó que hi ha parts del cos que continuen movent-se, com els braços. Els moviments superposats fan referència a les diferents velocitats en què es mou o es pot moure un cos, els peus i els braços no es mouen necessàriament alhora, sinó que mantenen ritmes diferents.
6. Acceleració i desacceleració: especialment en moviments bruscs, no lineals ni cíclics, una persona "engega" el moviment amb una certa lentitud, accelera i frena cap al final del moviment, aquest efecte també el tenen els objectes inanimats que es mouen, per això cal afegir dibuixos al principi i al final de l'animació (per a crear un efecte de lentitud) i treure'n al mig de l'animació (per a accelerar-la).
7. Arcs: relacionat amb el principi anterior, el moviment de les persones i dels objectes, tret dels objectes mecànics que es mouen en línia recta, té tendència a formar trajectòries en arc o en paràbola, per a donar realisme i fluïdesa a les animacions, cal respectar aquest tipus de moviment.
8. Accions secundàries: per a donar suport a l'acció principal en què s'ha de centrar l'atenció de l'espectador. Les accions secundàries donen més realisme a aquesta acció principal, ja que l'escena es mostra més vívida i real, si una acció secundària distreu l'atenció, s'ha d'eliminar. En el cas de les expressions facials, és millor emfatitzar-les al principi i/o al final de l'animació perquè no distreguin l'atenció de l'acció principal durant el pla.
9. Durada dels moviments o tempo: no contempla només la durada de cada moviment, sinó també la durada de les pauses entre moviments. La velocitat de les animacions ha de ser natural, si han de ser ràpides, no es poden alentir llevat que sigui per a crear un determinat efecte, si han de ser lentes no es poden accelerar, ja que tot això dona com a resultat un personatge fora de lloc i completament irreal. La velocitat de les animacions pot ajudar a definir el caràcter d'un personatge o afegir dramatisme a una acció, per exemple.
10. Exageració: els moviments i els gestos dels personatges s'han d'exagerar respecte a les persones reals perquè s'entenguin i s'apreciïn bé. Un personatge a qui no s'exageren els moviments pot resultar insípid i fins i tot passar desapercebut. El grau d'exageració dependrà del tipus de producció i del personatge en si, com més s'exagerin els moviments més caricaturitzat serà.
11. Una base sòlida (de dibuix): un bon animador ha de tenir bones nocions del dibuix artístic realista i del dibuix tècnic, ha d'entendre el pes dels objectes, les lleis de la gravetat i ha de dibuixar del natural, els qui no tenen una bona formació acostumen a acabar dibuixant "bessons", personatges amb la part dreta i la part esquerra del cos i la cara idèntiques, i aquest tipus de personatges acaben resultant avorrits i monòtons. En el cas de l'animació infogràfica, els modeladors i els animadors, si tenen aquests coneixements previs, faran personatges i animacions més correctes i entretinguts.
12. Atractiu: els personatges animats han de tenir atractiu, si els comparem amb els actors reals, ens referim al carisma d'aquests actors. Ser atractius no vol dir que siguin bells, bons i simpàtics, un personatge malvat o qualsevol antagonista pot atraure el públic, han de ser reals i interessants.

### Stop-Motion

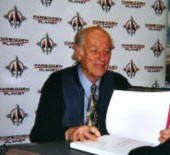
Ray Harryhausen, el gran mestre de l'animació pas a pas integrada en imatge real.

Animació d'una moneda real.

El terme stop-motion s'utilitza per a descriure una tècnica l'animació basada en la manipulació física d'objectes reals tot fotografiant-los fotograma a fotograma per tal de crear la il·lusió de moviment i després muntant-los, com es fa amb el material rodat en cinema o vídeo, en una única pel·lícula. En català s'anomena animació pas a pas. Hi ha molts tipus diferents d'animació pas a pas, i en general s'acostuma a utilitzar el nom del tipus de material utilitzat per a crear l'animació. És un procés molt lent que implica una gran quantitat d'atenció (perquè no es bellugui res que no s'hagi de bellugar) i molta paciència, ja que el procés de preparació dels personatges i de l'escenari, abans de cada captura (o fotografia), és feixuc i pot arribar a implicar molts minuts o, fins i tot, hores senceres. Avui dia hi ha una gran quantitat de programari informàtic que ajuda a crear aquest tipus d'animacions. Dintre d'aquesta tècnica se'n poden diferenciar moltes variants en funció del material emprat: plastilina, ninots, figures retallades, objectes reals, etc. També és possible trobar animacions que combinen aquestes variants (ninots de plastilina amb objectes reals i/o amb fons reals, etc.). A vegades es preparen animacions de referència fetes sobre paper i rodades i muntades prèviament per a facilitar el plantejament del rodatge pas a pas.

#### Animació de ninots
L'animació de ninots acostuma a implicar ninots que interaccionen en un escenari construït artificialment, normalment en una mida proporcional als ninots, en contrast amb l'animació amb el món real típic d'altres models d'animació. Els ninots acostumen a tenir un esquelet intern per tal de mantenir-los quiets i en una posició estable a més de poder canviar la posició de certes parts del seu cos. Com a exemples de pel·lícules fetes amb aquesta tècnica es poden citar Le Roman de Renard (França, 1937),  Malson abans de Nadal (EUA, 1993), La núvia cadàver (EUA, 2005) o Coraline (EUA, 2009). També cal destacar les pel·lícules del txec Jiří Trnka i la sèrie de televisió Robot Chicken (EUA, 2005). En l'animació de ninots s'empra molt la fabricació dels personatges per peces, les peces es van canviant a mesura que es fotografien els escenaris (sets en anglès) i els personatges, es construeixen, per exemple, tants caps com boques siguin necessàries (per a la sincronització de labials, sobretot s'han de tenir en compte les vocals), també es poden "trossejar" els ninots al màxim, fent diferents tipus d'ulls, boques, ganyotes, etc., per a permetre que els personatges siguin expressius al màxim i per a facilitar el procés de rodatge. També es fabriquen totes aquelles parts del cos i vestuaris necessaris per a la producció.

#### Animació de plastilina

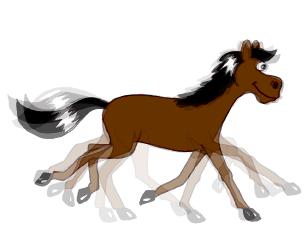
Creació de "fugues" mitjançant la superposició d'imatges en moviment, per a simular un moviment fluid.

L'animació de plastilina utilitza figures de plastilina o qualsevol altre material similar mal·leable per crear una animació pas a pas. Les figures poden tenir un esquelet interior de plom o format per una estructura mòbil amb elements de plàstic i/o metall similars als emprats per als titelles o els animatronics, i són manipulades com si fossin titelles. També s'acostumen a construir escenaris a mida dels personatges. D'altra banda, les figures poden ser completament fetes de plastilina, com a les pel·lícules de Bruce Bickford. Algunes pel·lícules fetes amb aquesta tècnica són Wallace i Gromit: La maledicció de les verdures (2005), Chicken Run (2000) o The Adventures of Mark Twain (1986). En el cas de l'animació de plastilina s'utilitza a vegades la preparació dels personatges per peces, com en el cas de l'animació de ninots, o la preparació de diversos ninots del mateix personatge en posicions clau i molt diferenciades entre elles, en comptes d'animar-los modelant-los cada vegada o manipulant-ne només l'esquelet, es creen diverses versions de les parts mòbils o canviants del ninot (o el ninot sencer) i es van canviant i reaprofitant durant el rodatge, per exemple, si un personatge parla o fa gestos amb la cara, es poden crear tants caps i tantes boques com siguin necessaris per a poder dur a terme l'animació final (o un ninot per a cada posició). Aquest sistema complica i allarga el procés de preparació però simplifica i dona certa velocitat a la filmació. Una de les pel·lícules que es va filmar amb els personatges preparats per peces és la de Malson abans de Nadal (The Nightmare Before Christmas, títol original en anglès).

#### Animació de figures retallades
L'animació de retallables o animació de figures retallades és un tipus d'animació pas a pas que es fa movent peces de dues dimensions de materials com el paper o la tela, de manera similar al collage, però en moviment. Entre els exemples d'aquesta tècnica hi ha les seqüències animades de Terry Gilliam a la sèrie de televisió Monty Python's Flying Circus (Regne Unit, 1969-1974), La Planète Sauvage (França - Txecoslovàquia, 1973), Сказка сказок (Skazka skazok, Conte de contes; Rússia, 1979) o l'episodi pilot de la sèrie de televisió South Park  (EUA, 1997).
L'animació de siluetes és una variant de l'animació de figures retallades, en aquest cas els personatges són il·luminats pel darrere i només són visibles com a siluetes. Com a exemples d'aquesta tècnica podem citar Die Abenteuer des Prinzen Achmed (Les aventures del Príncep Ahmed, (República de Weimar, 1926) o Ciné si (França, 2000).

#### Animació de models

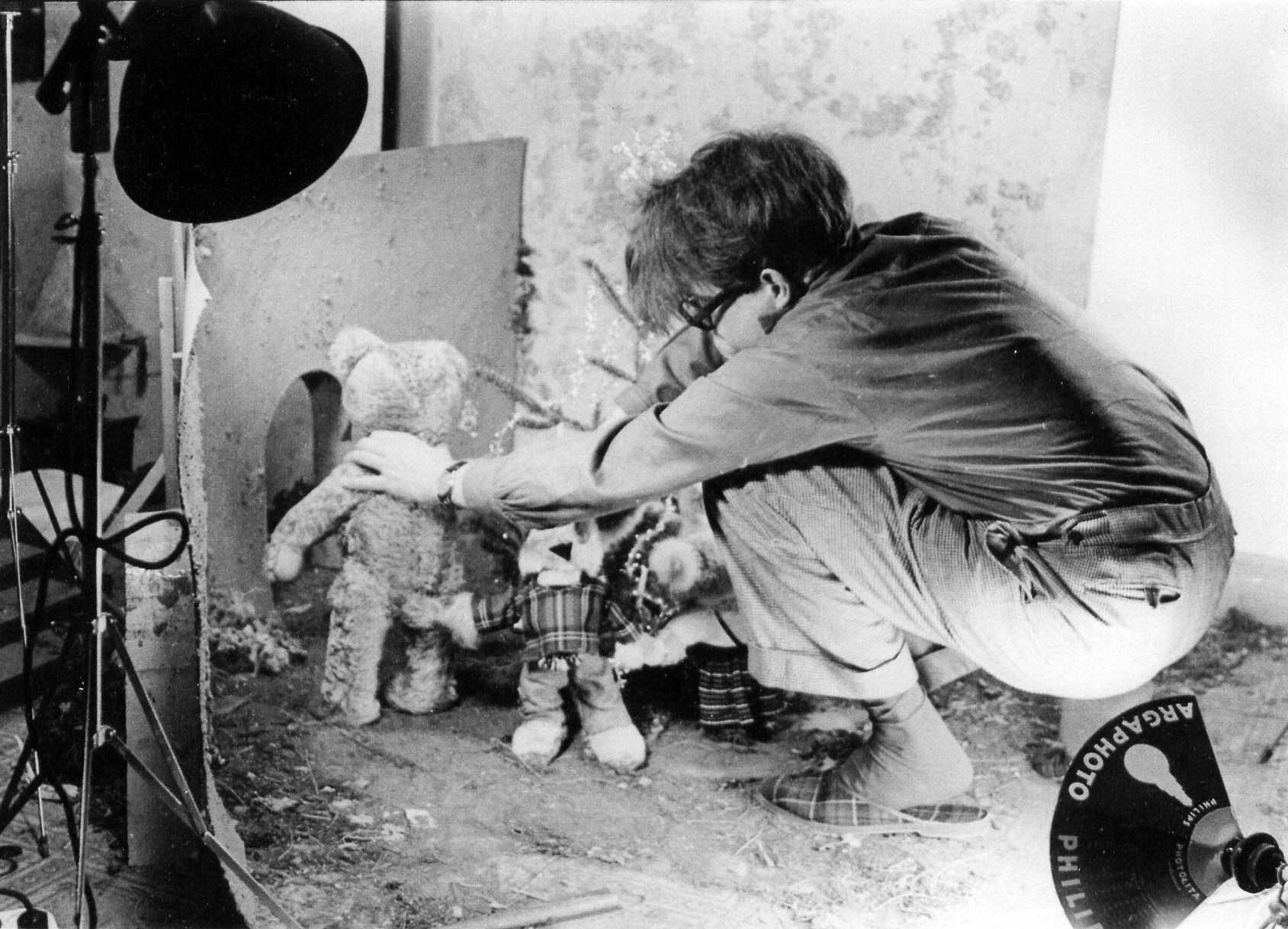
Preparació d'un set d'animació amb ninots (Rune Andréasson - anys 50).

L'animació de models és un tipus d'animació pas a pas pensat per interaccionar amb personatges vius, és similar a l'animació de plastilina o de ninots, però sense els escenaris construïts a mida. Per tal de barrejar els personatges o objectes animats amb els actors reals i l'escenari filmat s'acostumen a utilitzar tècniques com la superposició d'imatges o la divisió de la pantalla. Exemples d'aquesta modalitat d'animació són el treball de Willis O'Brien a la pel·lícula El món perdut i a King Kong (1933), del seu deixeble Ray Harryhausen a Jàson i els Argonautes - Jason and the Argonauts, títol original en anglès - (1963) i a Simbad i la princesa - The 7th Voyage of Sinbad, títol original en anglès - (1953), i de Phil Tippett a L'Imperi Contraataca (1980), a El Retorn del Jedi (1983) i a RoboCop (1987).
L'animació go motion és una variant de l'animació de models que utilitza diverses tècniques per crear un difuminat de moviment ("fugues") entre els fotogrames de la pel·lícula, per a fer més realista el moviment. Aquesta tècnica va ser inventada per Phil Tippett quan treballava per a la companyia de George Lucas, Industrial Light & Magic, per a crear els efectes especials de la pel·lícula L'Imperi Contraataca (1980). Un altre exemple és el drac anomenat Vermithrax de la pel·lícula Dragonslayer (1981), també de Phil Tippet.

#### Animació d'objectes reals
Aquest tipus d'animació empra objectes del món real, de qualsevol tipus i normalment sense manipulació prèvia, i els filma, pas a pas, per a simular-ne el moviment sobre un fons o una superfície també real. S'empren les mateixes tècniques que en l'animació de plastilina o models, però sense comptar amb els avantatges d'un esquelet intern o d'un disseny previ pensat especialment perquè puguin ser animats. Aquest tipus d'animació es pot combinar fàcilment amb l'animació de plastilina o d'altres tipus d'animació per a aconseguir determinats efectes. També s'havia emprat molt en imatge real per a realitzar efectes especials i tota mena de trucatges.

#### Pixilació
La pixilació és una tècnica d'animació que utilitza persones reals com si fossin titelles, ninots de plastilina o d'altres objectes inanimats que són sotmesos al procés d'animació pas a pas. Això permet una sèrie d'efectes surrealistes, com les desaparicions i reaparicions o que les persones semblin lliscar per terra entre altres efectes. El curtmetratge The Secret Adventures of Tom Thumb (1993) i la sèrie Angry Kid (1999) són exemples d'aquesta tècnica. Aquest sistema s'ha emprat, de forma científica i didàctica, per a filmar éssers de creixement lents, amb canvis que no són apreciables a simple vista durant un curt període, com plantes i flors o el clima d'un determinat lloc, com en alguns documentals de la BBC d'en David Attenborough, per exemple. També s'ha emprat en cinema i publicitat per a generar efectes visuals.

#### Filmació a intervals
La filmació a intervals o time-lapse consisteix a enregistrar esdeveniments que transcorren a velocitats molt lentes per després accelerar-los, aconseguint l'efecte visual que l'esdeveniment té lloc molt ràpidament.

#### Altres tècniques d'animació

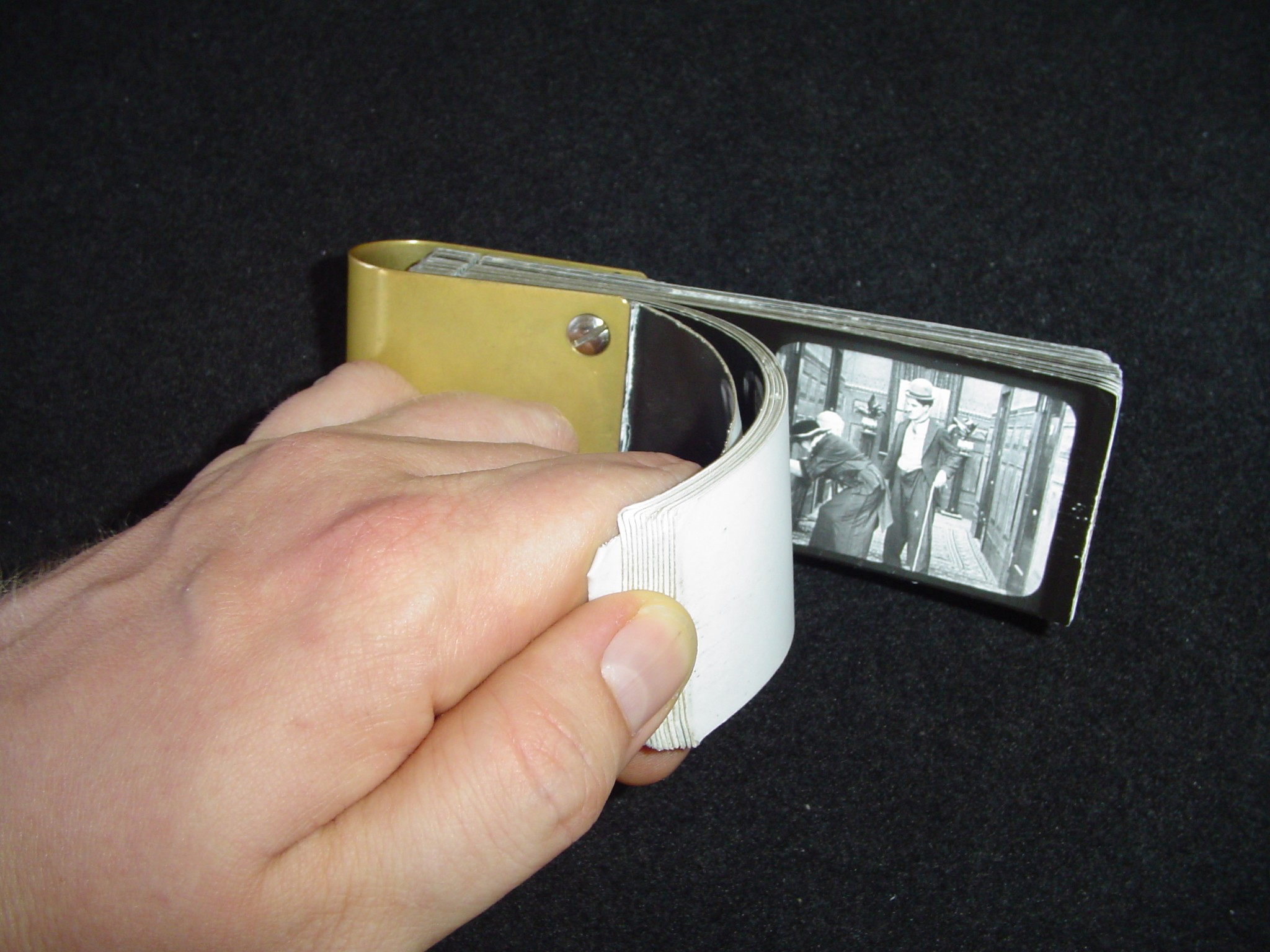
Foliscopi d'una pel·lícula de Charlot

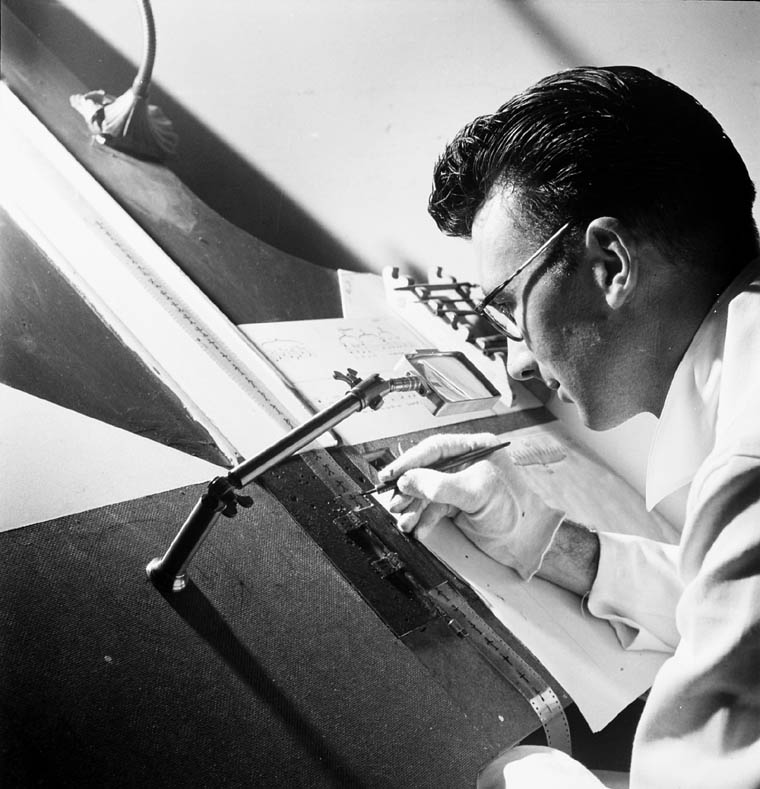
Norman McLaren dibuixant sobre la pel·lícula (1944)

- Foliscopi (flip-book o flick-book en anglès): és una tècnica que necessita la interactivitat de l'usuari. L'animació es dibuixa en les pàgines consecutives d'una llibreta o llibret i només s'aprecia quan es passen ràpidament les pàgines de manera manual. Unes tècniques derivades d'aquesta, el flipping[29] i el rolling,[30] la fan servir els animadors de dibuixos animats, junt amb les taules de llum, per a realitzar els nous dibuixos correctament i per revisar les seves pròpies animacions manualment abans de fer una prova de línia.
- Animació dibuixada sobre la pel·lícula: animació directa o animació sense rodatge. L'animació es crea dibuixant directament sobre la pel·lícula de cine (pel·lícula fotogràfica). La majoria de tècniques d'animació fan servir una càmera que fotografia ("captura") les imatges en moviment, en aquest cas no se'n fa servir cap, ja que es manipula directament la pel·lícula. Norman McLaren, Len Lye i Stan Brakhage són alguns dels autors d'animacions realitzades emprant aquesta tècnica.

### Animació per ordinador
L'animació per ordinador és l'animació assistida per un ordinador (maquinari i programari), independentment de la tècnica emprada a priori. El terme és complex, ja que qualsevol tipus d'animació es pot acabar animant per ordinador. L'ús de maquinari i programari específic ha permès simplificar les antigues tècniques d'animació i n'ha facilitat la creació de noves. L'animació de gràfics en dues dimensions va ser la primera i encara s'utilitza, tot i que cada cop més, l'animació per ordinador tendeix a ser de gràfics en tres dimensions.

#### Animació tradicional assistida per ordinador
L'animació tradicional actualment es treballa amb programari específic que en permet la simplificació dels processos, la fa més versàtil, n'abarateix els costos i redueix dràsticament la gran quantitat de professionals que calien per a dur-la a terme. Es tracta de programes d'animació específics per a ajudar a dur a terme part del procés o tot el procés sencer (normalment emprant més d'un programa). En el cas de l'animació pas a pas o stop motion també es poden utilitzar aquests programes (o programes d'edició de vídeo) per al muntatge, els efectes i la postproducció. Alguns dels principals programes comercials del mercat, en l'àmbit professional, són el Harmony de l'empresa Toon Boom, el Toonz (actualment anomenat Toonz Harlequin), de l'empresa italiana Digital Video, l'Animo, de l'empresa anglesa Cambridge Animation Systems (adquirida per Toon Boom el 2009)," RETAS! (Revolutionary Engineering Total Animation System) PRO HD, de l'empresa japonesa Celsys.

#### Animació mitjançant programari especialitzat
No es tracta simplement d'animació assistida per ordinador (com és el cas de l'animació tradicional) sinó que es genera totalment dins d'un ordinador. Amb l'avenç del programari aquestes diferències cada cop són més mínimes i aviat només es distingirà entre els tipus d'animació.

##### Infografia
Popularment anomenada "3D", la infografia no es fa servir només en el camp de l'animació i els audiovisuals, sinó que també s'empra en altres camps com l'arquitectura, el disseny industrial, el disseny gràfic i la medicina entre molts d'altres. De cara a l'animació, els principals programes del mercat són el Maya, el Softimage, el 3DS Max, avui dia tots tres d'Autodesk, el LightWave 3D de l'empresa NewTek, el Cinema 4D de l'empresa alemanya MAXON Computer, el Houdini de l'empresa canadenca Side Effects i el Blender (programa lliure). També hi ha programari especialitzat en determinades parts del procés, com el Poser, el Mental Ray de l'empresa alemanya Mental Images i el RenderMan de la productora d'animació Pixar, entre d'altres.
El procés bàsic de creació d'una animació realitzada en sistema infogràfic compren: el modelatge dels objectes, fons i personatges; l'anomenada animació d'esquelet, un procés que inclou la creació d'una estructura interna (o esquelet) per als personatges, que s'uneix a la malla o pell dels personatges (la part visible, carn i vestuari), per a permetre'n el moviment; l'animació pròpiament; els acabats (aplicació de textures, llums, càmeres i efectes); i el renderitzat final, on es converteix el món tridimensional en una seqüència d'imatges o vídeo.

##### Animació bidimensional
Consisteix a dibuixar i animar personatges, fons i objectes creats directament en un programa que ho permeti, com el Flash, i publicar-los en un format que permeti apreciar-ne el moviment, com els GIF animats o qualsevol dels formats de vídeo digital existents, com el MOV de Quicktime o el FLV. És comú que aquests programes d'animació treballin de forma vectorial i no en mapa de bits, existeixen programes per a tots els nivells, des de l'animació professional, com per exemple l'Animate Pro (sobretot per a Internet) o el Harmony (per a cinema i televisió) de l'empresa canadenca Toon Boom, fins a programari lliure per a animacions més senzilles o d'aficionats.
Tot i que aquests programes permeten realitzar tot el procés dins de l'ordinador, habitualment també permeten importar imatges externes capturades mitjançant un escàner o una càmera, o realitzades en programes amb formats no vectorials, els més sofisticats permeten importar objectes generats per programes d'infografia sense necessitat de renderitzar-los abans.

## Animadors
Un animador és un artista que crea un una seqüència visual (o audiovisual si se li afegeix so) de múltiples imatges que en succeir-unes darrere d'altres generen la il·lusió de tenir moviment propi, és a dir una animació. Les animacions són actualment en moltes àrees de la tecnologia i el vídeo, com el cinema, la televisió, els videojocs o internet. Generalment, aquests treballs requereixen de la col·laboració de diversos animadors. Els mètodes per a crear aquestes imatges depenen de l'animador i estil que vulgui aconseguir (amb imatges generades per ordinador, de manera manual ...).
Els animadors es poden dividir en animadors de personatges (artistes que s'especialitzen en els moviments, diàleg i actuació dels personatges) i animadors d'efectes especials (que animen tot el que no sigui un personatge, per exemple vehicles, maquinària o fenòmens naturals com aigua, neu, pluja).

## El procés de producció
El procés de creació d'una producció d'animació és similar al d'una producció d'imatge real, la principal diferència, a part de les tècniques cinematogràfiques en si, rau en els grans escenaris que es necessiten habitualment per a les produccions d'imatge real i en la mida i la quantitat de la maquinària que es necessita. L'animació tradicional no assistida per ordinador requeria una gran quantitat de personal i també exigia una gran quantitat de temps i d'espai.

### Preproducció

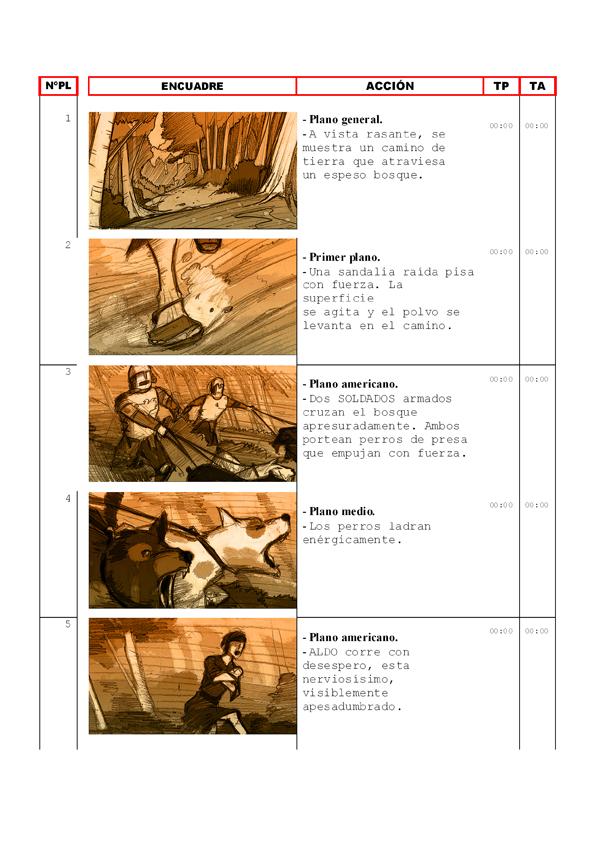
Mostra d'un storyboard amb el guió tècnic.

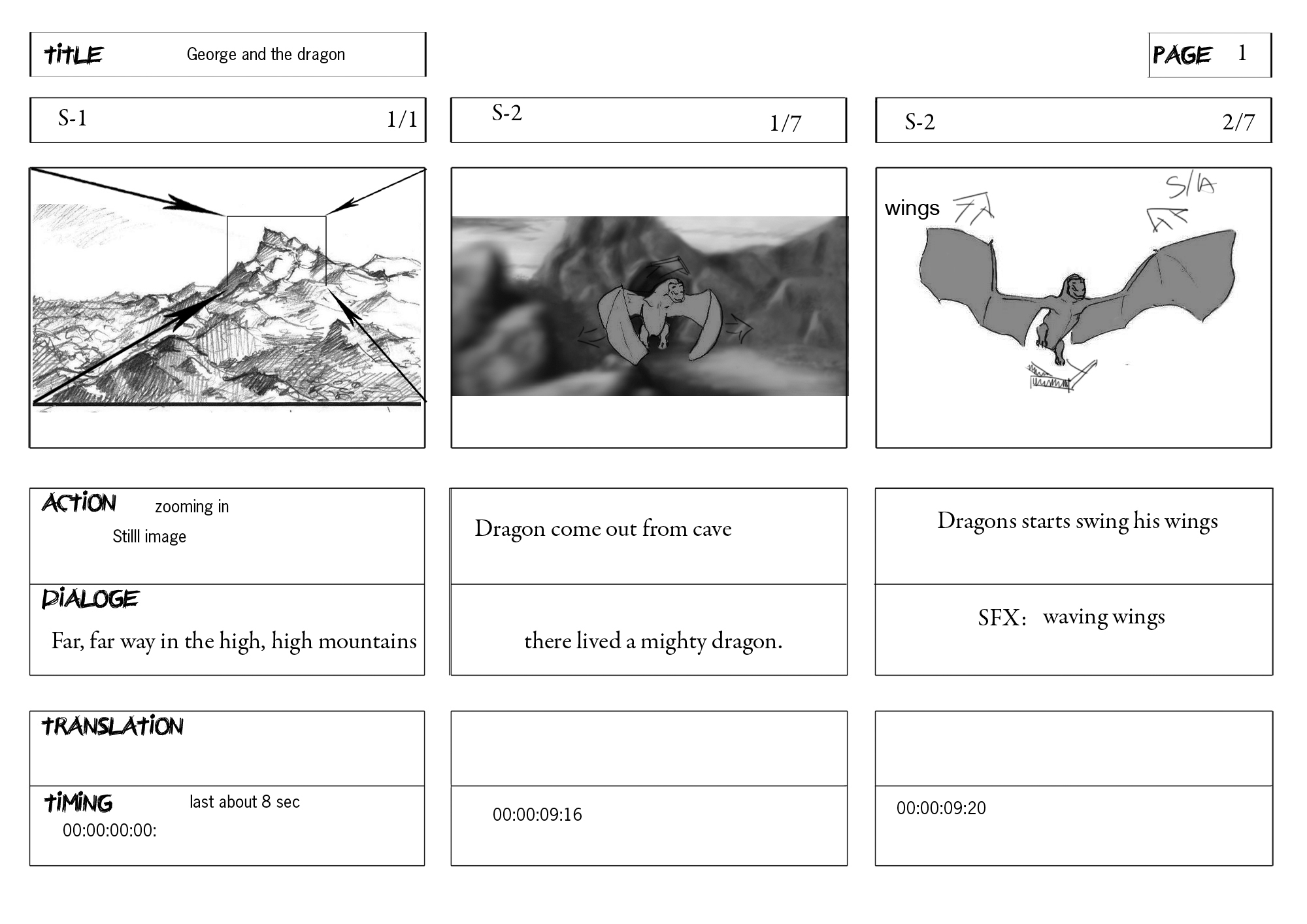
Mostra d'un storyboard amb el guió tècnic i els diàlegs.

Aquesta fase té molts elements en comú amb la imatge real. El procés és més o menys complex segons el tipus de producció, el pressupost inicial i el tipus d'estudi que el dugui a terme. És la fase de preparació que guiarà la resta de la producció. El realitzador té el mateix paper que un realitzador d'imatge real, defineix l'estil de filmació, el tractament dels actors (en aquest cas dibuixats), ... El director artístic defineix l'estil de la producció, el tipus de disseny, els colors dominants, ... El guionista escriu el guió en què es basarà tota la producció, el director de producció és el responsable de l'organització logística, s'encarrega (o delega als seus ajudants) dels temps i dels materials de producció, en el cas de l'animació, no s'encarrega de tenir els actors preparats per a rodar sinó dels animadors que han de donar vida als personatges. En aquesta fase es creen:
- El guió o guions escrits (n'hi ha més d'un si, per exemple, es tracta d'una sèrie): igual que en les produccions d'imatge real, és necessari un guió previ que defineixi el gènere, l'entorn, els personatges i els diàlegs.

- L'storyboard: l'storyboard, en animació, és el guió gràfic tècnico-artístic, té una aparença similar a un còmic o una auca i serveix per a definir l'estil de la producció. El guió escrit es converteix en un guió dibuixat, amb anotacions tècniques del realitzador i del director d'animació (com enquadres, moviments de càmera o de determinats elements, efectes que s'han de dissenyar a posteriori o efectes sonors, etc.), i anotacions de caràcter artístic del director d'art, per exemple. L'artista encarregat de crear-lo s'anomena storyboardista.

- El disseny de personatges: en una producció d'animació tradicional es defineixen els personatges principals mitjançant un conjunt d'estudis d'aquests personatges, que han de ser complets, i un estudi dels personatges secundaris. Els estudis dels personatges inclouen:

1. Un disseny bàsic de cada personatge que ha de ser aprovat pel realitzador i pel director artístic, com a mínim.
2. Els anomenats turn-arounds de cada personatge: el personatge, un cop aprovat, es dibuixa de forma estàtica, fent servir unes línies de guia (les línies de construcció) que marquen les proporcions (com si fos una mena de partitura musical), i se li "dona la volta", és a dir, es dibuixa el personatge de front, de tres quarts cap a l'esquerra (en un punt intermedi entre el front i el perfil), de perfil (cap a l'esquerra), de tres quarts cap a l'esquerra (mig d'esquena), d'esquena, de tres quarts cap a la dreta (mig d'esquena), de perfil (cap a la dreta) i de tres quarts cap a la dreta (mig frontal), tot com si es tractés d'una figura estàtica o una escultura que es fa girar sobre un únic eix 45° cada vegada, fins a realitzar una volta sencera de 360° que es pot presentar filmada com una animació cíclica. Segons el tipus i les necessitats de producció, es fan turn-arounds més senzills, amb només la meitat de la volta o de les vistes (des de la frontal a l'esquena).
3. Els comparatius entre personatges: un cop elaborats els turn-arounds, es creen com a mínim dos comparatius dels personatges (un de cara i un d'esquena), fent servir les mateixes línies de guia per a poder comparar les proporcions dels uns respecte als altres, amb tots els personatges junts, un al costat de l'altre i sense tocar-se.
4. Disseny de posicions i d'expressions (per a cada personatge): es dissenyen diverses posicions, moviments i expressions que es preveu (segons el guió) que seran claus o molt repetides dins de la producció, com riure, plorar, cridar, caminar, córrer, saltar, ballar, menjar, etc. Pel que fa a la vocalització (parlar), habitualment es dibuixen una sèrie de cares del personatge preveient la manera en què obrirà la boca per a dir un fonema determinat, en aquest cas, el disseny de la manera de formular les vocals és essencial per al doblatge i la sincronització dels labials.
5. Animacions de referència: habitualment es creen unes animacions de referència estàndard, en format cíclic, que serviran per a definir la manera bàsica en què es mou el personatge. Les més corrents són les de caminar, córrer i saltar, i sovint s'animen sobre l'eix, és a dir, el personatge corre (o camina o l'acció que sigui), però no es mou d'una posició fixa, com si estigués frenat per un objecte invisible, això permet aplicar-li diferents velocitats i desplaçaments a posteriori.
6. El disseny de vestuari i de color: inclòs en el disseny de personatges però també en el disseny de la producció en general, es defineix el vestuari (o vestuaris) del personatge i el disseny de color d'aquest personatge (des dels cabells i ulls, fins als mitjons i les sabates).

- El disseny de producció:

1. Disseny d'escenaris: igual que en el cas dels personatges, cal un primer disseny bàsic que acostuma a estar inspirat en el plantejament de l'storyboard. Posteriorment es fa un disseny en blanc i negre, un estudi de color i dels elements recurrents (com cases, vegetació, etc.) i de la resta dels elements d'ambientació (fanals, tendes, muntanyes, boscos, etc.) i de l'època en què succeeixen els fets (sigui fictícia o no), ... També s'estudia si alguns dels elements d'un fons necessitaran ser dibuixats i pintats per separat del fons en si (overlays), si els personatges han de moure's entre aquests elements en primer pla i el fons.
2. Disseny d'elements secundaris o d'attrezzo (també anomenats props, de l'anglès): elements que poden entrar en contacte amb els personatges en algun moment i/o que poden tenir cert protagonisme dins de la producció, com un cotxe o altre vehicle, una paella, un forn, un llit, un arbre determinat, un element màgic, ...
3. L'animàtic: un animàtic és un muntatge, rodat, amb els temps previstos a l'storyboard i /o al guió escrit, de tots els plans previstos en una producció. S'utilitzen les vinyetes de l'storyboard, els layouts o bé es dibuixen expressament. És una mena d'esborrany de la producció final per a valorar que el plantejament inicial és el correcte i corregir aquells plans o seqüències que estan mal plantejats, que no tenen el tempo necessari o que no tenen interès i que es poden descartar. L'animàtic també serveix de guia als animadors, als fondistes i a la resta de l'equip de producció per a comprendre què demana el realitzador i a on es vol arribar.

- El doblatge i la sincronització de labials:[35]

1. El doblatge: el doblatge d'una producció d'animació pot ser una mica més complex que el d'un doblatge normal. Hi ha diverses maneres de donar veu als personatges, o bé es grava una locució prèvia de referència, s'anima i després es grava la locució definitiva sobre l'audiovisual acabat o bé es grava primer la locució definitiva i s'adapta i s'ajusta l'animació a aquesta locució. Pel que fa a la gravació prèvia, se sol emprar un o dos actors de doblatge per a tot, sense fer grans distincions de veus i sense buscar la perfecció en l'entonació, la part important és la durada d'aquestes locucions i la posició temporal de cada paraula i cada frase. Pel que fa a la gravació de la locució definitiva, sol haver-hi un càsting de veus i qui presta la seva veu solen ser locutors professionals i/o actors de doblatge. En les grans produccions se solen filmar els actors de doblatge mentre graven les veus i s'utilitzen les gestualitzacions i moviments que fan com a referència per a les animacions dels personatges.
2. El mesurament de l'àudio: els diàlegs gravats es mesuren per síl·labes i fotogrames, el resultat s'escriu a la columna de so de les cartes de rodatge perquè els animadors puguin encaixar les boques dels personatges posteriorment. El mesurament de l'àudio pot ser mecànic o digital, antigament es feien servir els sincronitzadors / editors de so per a mesurar manualment les locucions de la banda d'àudio,[36] avui dia s'empren programes informàtics d'edició de so o programes d'edició de vídeo que permetin mesurar l'àudio (com el Premiere), tot i que n'hi ha d'específics per al mesurament de l'àudio i la sincronització de labials com el Magpie Pro.[37]
3. La sincronització de labials: la sincronització de labials (en anglès abreujat com a lipsync o lipsynch) és un procés fonamental en una producció animada en què els personatges parlen o canten, ja que tot ha de quedar ben sincronitzat. La sincronització del so és un problema recurrent en la producció de qualsevol tipus de producció audiovisual, ja que un so desfasat pot malmetre el resultat de tota la producció i dur a grans confusions per a l'espectador. En animació i en el doblatge en general és un tema essencial. En animació, la boca dels personatges ha d'estar dient allò que s'està sentint (la locució), els animadors empren el disseny de boques dels personatges que s'han realitzat durant la fase de preproducció i les adapten al moviment concret del personatge en el pla en què treballen, seguint el mesurament de les síl·labes que ha descrit el tècnic de so encarregat d'aquesta transcripció en les cartes de rodatge. Habitualment es comprova que la sincronització és correcta en una prova de línia amb so i es torna a comprovar, com a mínim una vegada més, durant la fase de postproducció. La sincronització de labials es realitza durant la fase de producció, tot i que s'ha inclòs en aquest apartat per motius de comprensió del procés de doblatge en concret. Si existeix un primer doblatge de referència i un segon doblatge definitiu, el primer doblatge es realitza durant la fase de preproducció i el segon durant la fase de postproducció, si només n'hi ha un, es realitza durant la fase de preproducció.

### Producció
- La creació de les animacions:

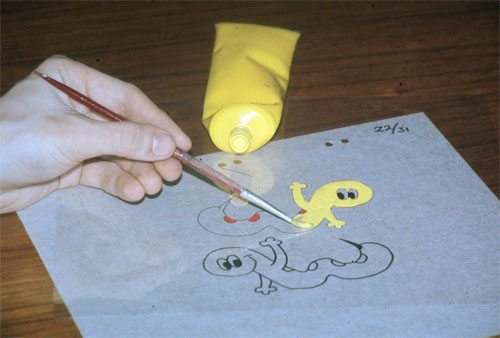
Pintura tradicional sobre acetat.

1. Els layouts: depenent del tipus de producció o bé es creen mitjançant ampliacions de les vinyetes de l'storyboard o bé es creen de nou. Els layouts es creen per a cada pla de cada seqüència, serveixen per a plantejar els enquadraments, les accions dels personatges, els fons (si s'escau) i tots aquells elements que siguin necessaris per a poder animar posteriorment el pla. El layoutista és qui crea els layouts.
2. Les cartes de rodatge: segons el sistema de treball de la productora i/o el tipus de producció, el director d'animació i/o els animadors dissenyen les cartes de rodatge en aquesta fase del procés (abans de començar a animar) o mentre animen cada pla. Les cartes de rodatge són fulls amb columnes on els autors indiquen a la persona encarregada del rodatge (a la truca o en el programa informàtic corresponent) com s'han de distribuir els dibuixos, quins fons apareixen i de quina manera, els moviments de càmera necessaris al pla i qualsevol altra instrucció que creguin convenient.
3. L'animació: el procés d'animació comença amb la creació de les fites o dibuixos clau, d'això se n'encarreguen els animadors. Es tracta de dibuixar els moviments i desplaçaments principals de cada personatge, en brut. Els animadors realitzen també els dibuixos amb els moviments més extrems, per exemple, si tenim un gos que salta, l'animador dibuixarà per força els punts on el gos està en contacte amb el terra i el punt més alt del salt (el més allunyat de terra). Perquè tant els personatges com els objectes que s'animin no es moguin quan no toca, els fulls on es treballa es foraden amb una perforadora especial (pivotadora) i es fixen amb unes barres de metall o plàstic que tenen unes protuberàncies idèntiques als forats que s'han fet als fulls, aquestes barres s'anomenen pivots.
4. La prova de línia: els dibuixos en brut dels animadors es roden, es munten segons la carta de rodatge i es visualitzen per a comprovar que l'animació sigui correcta. Depenent del tipus de producció aquest procés és únic o es torna a repetir en cada fase posterior a l'animació per a comprovar la resta de dibuixos, el color, els fons, ..., fins a arribar al rodatge definitiu.
5. La intercalació: els intercaladors animen tots aquells dibuixos que no són claus per al pla (fites), però que són necessaris perquè l'animació resulti suau i fluida, i no brusca i a trompicons. Els dibuixos resultants s'anomenen intercalats.
6. El traçat: les fites i els intercalats es passen a net, mentre es repassen els models dels personatges perquè coincideixin perfectament amb aquells dissenyats durant la fase de preproducció. A partir del passat a net, el procés varia segons s'emprin ordinadors o no. Quan es treballa de manera tradicional, els dibuixos es tracen sobre una superfície transparent d'acetat o es fotocopien en acetat els dibuixos traçats a net sobre paper. Si es treballa en ordinador, els traçats es fan directament dins la màquina (a vegades amb el suport d'una tauleta gràfica o una pantalla Cintiq), o sobre paper i s'escanegen. Els traçadors són les persones encarregades de dur a terme aquesta feina.
7. La pintura: tradicionalment es pintaven a mà sobre els acetats traçats, per a fer-ho s'havia de girar l'acetat, per a evitar malmetre el traçat i per a impedir que qualsevol petita imperfecció es veiés a simple vista, quan es pinten per darrere els acetats i després es giren (un cop secs), el color apareix més nítid i brillant. Normalment es pintava amb guaix o altres pintures plàstiques. Si s'han traçat per ordinador o escanejat, es processen dins el programa de pintura i es pinten mitjançant paletes de color, alguns programes permeten acolorir i modificar les línies del traçat i aplicar efectes com degradats, transparències, ... als dibuixos.
8. Els fons (o escenaris): mentre dura el procés d'animació, traçat i pintura, es dissenyen un per un els fons. Es dibuixen en brut, es comproven amb les animacions, es passen a net i es pinten. Tot aquest procés es pot fer de manera artesanal (sobre paper) o dins d'un ordinador, assistit per programes informàtics. Un cop acabats els fons, si s'han de treballar digitalment i s'han fet sobre paper, s'escanegen i s'etalonen. Els fons també van pivotats. A part dels fons, si cal, també es creen inlays i overlays, un inlay és una part del fons que pot ser fixa, però que ha d'estar situada enmig dels personatges i objectes animats (per sobre d'uns i per sota dels altres, en un terme mitjà), un overlay és la part d'un fons que va a sobre de tot (animacions incloses), en primer terme. Per a aconseguir que els inlays i els overlays no tapin res més que allò que és necessari, normalment es retallen mantenint-ne els pivots, si un overlay (o inlay) és massa petit per a poder tenir pivots, normalment s'enganxa sobre un full d'acetat pivotat. Si els overlays són fets en un programa de dibuix (com el Photoshop, per exemple), les transparències s'obtenen mitjançant canals alfa o màscares. La persona que dibuixa i pinta els fons (i els overlays i els inlays) és el fondista.

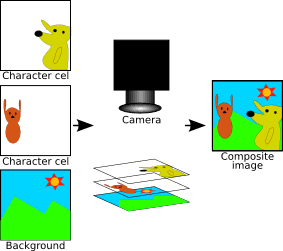
Esquema del procés de rodatge, dos personatges sobre acetat i un fons muntats en una truca i el resultat final en un únic fotograma.

- La filmació de les animacions i els fons:

1. El rodatge: tradicionalment els dibuixos i els fons es capturaven pas a pas mitjançant una truca. L'operador o operadors que treballen a la truca s'encarreguen de filmar el material i passar-lo al muntador. Es necessiten l'storyboard, els layouts, l'animàtic (si existeix), les cartes de rodatge, l'animació pintada i els fons. L'storyboard permet comprovar els plans rodats i els que manquen per rodar, l'animàtic permet comprovar que els temps coincideixen i que el tempo i els enquadres marcats pel realitzador i/o el director d'animació són correctes respecte a allò que es filma, els layouts determinen els elements que s'han de filmar i com (enquadres, zooms, etc.), les cartes de rodatge determinen la durada dels moviments de càmera, la durada de cada dibuix i cada fons i la combinació entre ells (què va damunt, que va a sota, etc.). Per a rodar un pla, normalment es col·loca el fons primer (a sota de tot) i segons els pivots, s'ajusta la càmera segons el layout o layouts, es col·loquen els dibuixos per ordre (si hi ha diverses capes, sinó només un) i els overlays o inlays si n'hi ha, es fotografia tantes vegades com sigui necessari (depenent dels dibuixos per segon i dels fotogrames per segon amb què es treballi), es treu tot aquell material que no sigui necessari i se substitueix pel material següent, habitualment el dibuix o dibuixos que vagin a continuació i es torna a fotografiar, aquest procés es repeteix tantes vegades com siguin necessàries segons la carta de rodatge. Emprant el sistema tradicional de rodatge amb truca, es procura rodar un pla sencer tot seguit per a evitar problemes de muntatge i errors de filmació. Es segueix un pla de rodatge preestablert que ve determinat per les necessitats de direcció i/o de producció. En el cas dels programes informàtics, el procés és similar, però molt més versàtil, les cartes de rodatge virtuals "criden" els dibuixos pintats i els fons, l'operador només ha de comprovar que l'ordre, la posició i la quantitat de dibuixos és correcta, i ho pot modificar tot ràpidament si hi ha algun error. Normalment aquests programes permeten modificar o corregir també els moviments de càmera o el desplaçament dels dibuixos (si les animacions s'han fet sobre un eix i s'han de desplaçar mitjançant un desplaçament virtual dels pivots, per exemple), també permeten afegir efectes, canvis de color, etc.

NOTA: segons el sistema de treball, els layouts i les cartes de rodatge poden formar part del procés de preproducció. Si les animacions han d'interaccionar amb imatge real i els fons són filmats en escenaris reals, la filmació es fa sobre un fons croma per a poder unir les dues bandes d'imatge durant la postproducció o mitjançant tècniques de rotoscopi digital directament durant la fase de postproducció (antigament es feia mitjançant màscares i reserves en la pel·lícula).

### Postproducció
El procés de postproducció és molt similar i a vegades idèntic al procés de postproducció de les filmacions en imatge real. Depèn molt del tipus de producció, i pot ser molt senzill i ràpid o molt complex i feixuc.
- Muntatge i edició
- Etalonatge i efectes

## Cinema d'animació
El cinema d'animació o de dibuixos animats es basa en l'animació de figures planes (com la sèrie d'anime basada sobre el manga Dr. Slump) o de volum (com la sèrie televisiva Les històries de l'osset Faluc), sovint partint d'il·lustracions o còmics. Les tècniques són similars a les de les sèries televisives però han de tenir un mínim de 40 minuts de durada (en general passen de l'hora, com les altres pel·lícules pensades per a la pantalla gran). El públic és variat però al llarg de la història ha predominat l'infantil, excepte en el cas del Japó, fet que explica el caràcter graciós i senzill dels personatges protagonistes.
Els dibuixos animats es creen dibuixant cada fotograma. Al principi es pintava cada fotograma i després era filmat, procés que es va accelerar en aparèixer l'animació sobre fulls d'acetat inventada per Bray i Hurd en la dècada de 1910. Usaven làmines transparents sobre les quals van animar als seus personatges sobre el fons.

### Algunes pel·lícules destacades
- 1917: L'apòstol, la primera pel·lícula animada
- 1937: La Blancaneu i els set nans, primera a fer servir el Technicolor
- 1939: Els viatges de Gulliver, animació tradicional amb el dibuix fet sobre actors reals
- 1940: Fantasia, ambiciosa pel·lícula musical de Walt Disney
- 1945: Garbancito de la Mancha, primer llargmetratge en color europeu, va ser fet en uns estudis barcelonins.
- 1950: La Ventafocs
- 1967: Astèrix el Gal, sobre el còmic homònim
- 1988: Akira, que aconseguí despertar l'interès occidental per l'anime
- 1995: Toy Story, primera pel·lícula feta totalment amb ordinador

### Alguns estudis d'animació
- Aardman Animations
- Animax Entertainment
- Blue Sky Studios
- BRB Internacional
- Bruno Bozzetto Distribution
- DiC Entertainment
- Disney
- DreamWorks Animation
- Gainax
- Hanna-Barbera
- Kandor Graphics
- Madhouse
- Marvel Animation
- Pacific Data Images o PDI
- Pixar Animation Studios
- Production I.G
- Sullivan Bluth Studios
- Studio Ghibli
- Toei Animation

### A Catalunya
L'animació catalana es caracteritza pel talent creatiu i la inestabilitat. Ha estat prolixa en sèries infantils per a la televisió, que han tingut projecció internacional. Malgrat esforços lloables i aïllats, la producció de llargmetratges no acaba de consolidar-se i l'animació d'autor o les sèries per a adults han estat, en qualsevol cas, empresa de franctiradors. Trobem exemples destacables com Òscar Sarramia, il·lustrador, dissenyador i realitzador lleidatà, que ha treballat en el terreny de l'animació, el disseny i la il·lustració des de l'any 1996. Ell és el creador, director i director artístic de la sèrie Horaci l'inuit o Les Tres Bessones. Artistes com Xavier Mariscal també han contribuït dins del camp de l'animació, fundant Estudio Mariscal, responsable de films com Chico i Rita (candidata el 2011 a l'Oscar d'animació). Altres realitzadors independents han contribuït en el camp de l'animació catalana com són Marc Riba i Anna Solanas dins de la tècnica stop-motion o Èric Antonell, responsable del primer anime català.

## Festivals d'animació en català
- Animac, a Lleida
- Anima't, secció oficial del Festival Internacional de Cinema de Catalunya de Sitges

## Animació i la defensa dels drets
Actualment, l'animació no només s'usa com a mètode d'entreteniment, sinó que molts són creats també per criticar o defensar certs aspectes de la societat. Gran part d'aquests projectes han estat nominats pels Oscars o s'han fet virals a Internet. Per exemple, "In a Heartbeat", dirigit pel mexicà Esteban Bravo i la nord-americana Beth David, és un dels candidats per emportar-se el premi a Millor Curt d'Animació a la gala dels Oscars 2018.
"In a Heartbeat" tracta sobre una historia d'amor entre dos nois adolescents, ja que els directors volien trencar els prejudicis cap a la comunitat LGBT. Es un curt d'animació sense diàleg on el cor d'un dels nois s'escapa per perseguir l'altre jove. El curt ja té més de 32 milions de visites a Youtube i tot i el seu èxit, a la vegada ha creat certa polèmica.
D'altra banda, tenim el projecte "The Cubby House" que és una pel·lícula d'animació cent per cent espanyola que ensenya als alumnes els seus drets. Els 30 articles que integren la Declaració Universal dels Drets Humans estan recollits en aquest projecte que compta amb una pel·lícula d'animació per capítols, en format més llarg i fins i tot a través d'un videojoc. El projecte està dirigit per Óscar Vega i Ana Luisa Rotta.
La presentació de "The Cubby House" (la caseta a l'arbre) es va realitzar poc abans del Dia Universal de l'Infant (20 de novembre). Ha destacat que "l'educació és un bé social" i que des de la institució que lidera es treballa "perquè així sigui" i es donen suport els plans que busquen que els nens tinguin "una educació de qualitat per arribar a un món d'oportunitats". Aquesta pel·lícula, també educarà contra l'assetjament escolar o la desigualtat de gènere.
Així, els personatges de la pel·lícula -no falten alguns històrics com Abraham Lincoln- pertanyen a diferents races i cultures i presenten problemes reals com la fam, les nenes obligades a casar-se, els petits que trepitgen una mina o aquells que treballen en abocadors.